# Doesburgermolen
De Doesburgermolen is een gesloten standerd-korenmolen met een oude staartconstructie en is een van de oudste windmolens in Nederland. Aan de standerd is te zien dat het vroeger een open standerdmolen moet zijn geweest. De westkant van de standerd is namelijk sterk verweerd. De huidige molen is de opvolger van een veel oudere molen, die al op een kaart uit 1568 te zien is.
Het is een zogenaamde grondzeiler: de punten van de wieken gaan bijna over de grond, ze kunnen vanaf de grond gekruid worden en de zeilen kunnen vanaf de grond op de wieken aangebracht worden. In de eikenhouten spil staat het getal 1507, wat wel als jaartal geïnterpreteerd wordt, maar waarschijnlijk ten onrechte. De 60 cm dikke standerd zelf is blijkens dendrochronologisch onderzoek gemaakt van een boom die tussen 1618 en 1628 geveld is. De huidige molen moet dus na ongeveer 1620 gebouwd zijn.
De molen heeft een oudhollands gevlucht. De houten bovenas uit 1851 heeft een gietijzeren insteekkop van de fabrikant A.F. Smulders uit Utrecht en een houten wiekenkruis met oplangers, zogenaamde "borstroeden". De oplangers zitten met een punt vast in de askop. De borst is van eikenhout en de oplangers van bilinga. De molen heeft twee koppel maalstenen, die op twee verschillende verdiepingen zitten. De twee steenspillen worden door hetzelfde bovenwiel aangedreven. Het bovenwiel heeft hiervoor zowel aan de voor- als achterzijde, 66 kammen, die uit één geheel bestaan en dus dwars door de velg van het bovenwiel zijn gestoken. Het voorste koppel (achtermolen) heeft een steenspil met 11 staven en een ligger van natuursteen met een loper van kunststeen met een doorsnee van 120 cm (14der) . Het achterste koppel (voormolen) heeft een steenspil met 12 staven en bestaat uit twee 16der (doorsnee 140 cm) kunststenen. De overbrengingsverhoudingen zijn resp. 1 : 6,0 en 1 : 5,5.
Om het bovenwiel zitten belegstukken met daaroverheen een ijzeren hoep, waarop de vang remt. De vang (rem) is een Vlaamse vang, die met scharnierende ijzers (maanijzers) met elkaar verbonden zijn. De vang heeft geen rijklamp en rust, maar is traploos verstelbaar via een spanwartel. De vang heeft een 170 cm lange binnenwipstok die vastzit op een aan de daklijst vastzittende stijl en kan zowel buiten als binnen in de molen bediend worden.
De kast heeft maar 1 korte burriebalk. De borstnaald loopt door tot onder de windpeluw. De penbalk zit niet met wiggen vast, maar kan gesteld worden met twee spanwartels.
In de zijkanten van de kast zitten ronde windgaten, waardoor wind gaat waaien als de molen door een veranderende (ruimend of krimpend) wind niet meer precies op de wind staat. Met behulp van de kruibank met kruihaspel wordt de molen op de wind gekruid, waarbij de kast met de staart op de standerd ronddraait.
De trap bestaat uit twee trapbomen, die doorlopen tot aan de hoekstijlen. De trap wordt hierdoor van onderen naar boven toe steeds breder. In het midden van de trap zit de staart en onderaan de trap zit de kruibank.
Met behulp van het luiwerk, dat direct door het bovenwiel wordt aangedreven, worden zakken graan opgeluid (opgehesen). Het door het bovenwiel aangedreven wiel van het luiwerk wordt het varkenswiel genoemd. Aan de andere kant van de luias zit het gaffelwiel, waarmee met de hand opgeluid kan worden.
De molen staat tussen Ede en Lunteren, aan de Doesburger Molenweg in de buurtschap Doesburgerbuurt.
De molen is in 1935, 1952, 1969 en 1983 gerestaureerd

## Eigenaren
- 1595 Ceelman van Ommeren (schout te Ede van 1584 tot 1628)
- 1713 E.G. van Gelder
- 1737 J.D. Muller
- 1765 Jan Danielsen uit Garderen
- 1788 Hermen Teisseling en zijn nazaten (sinds 1800 als Tijsseling vermeld)
- 1857 J.A. Ross
- 1896 Van de Craats en familie
- 1919 G. van de Wetering
- 1920 C. Roelofsen
- 1950 Gemeente Ede

## Fotogalerij

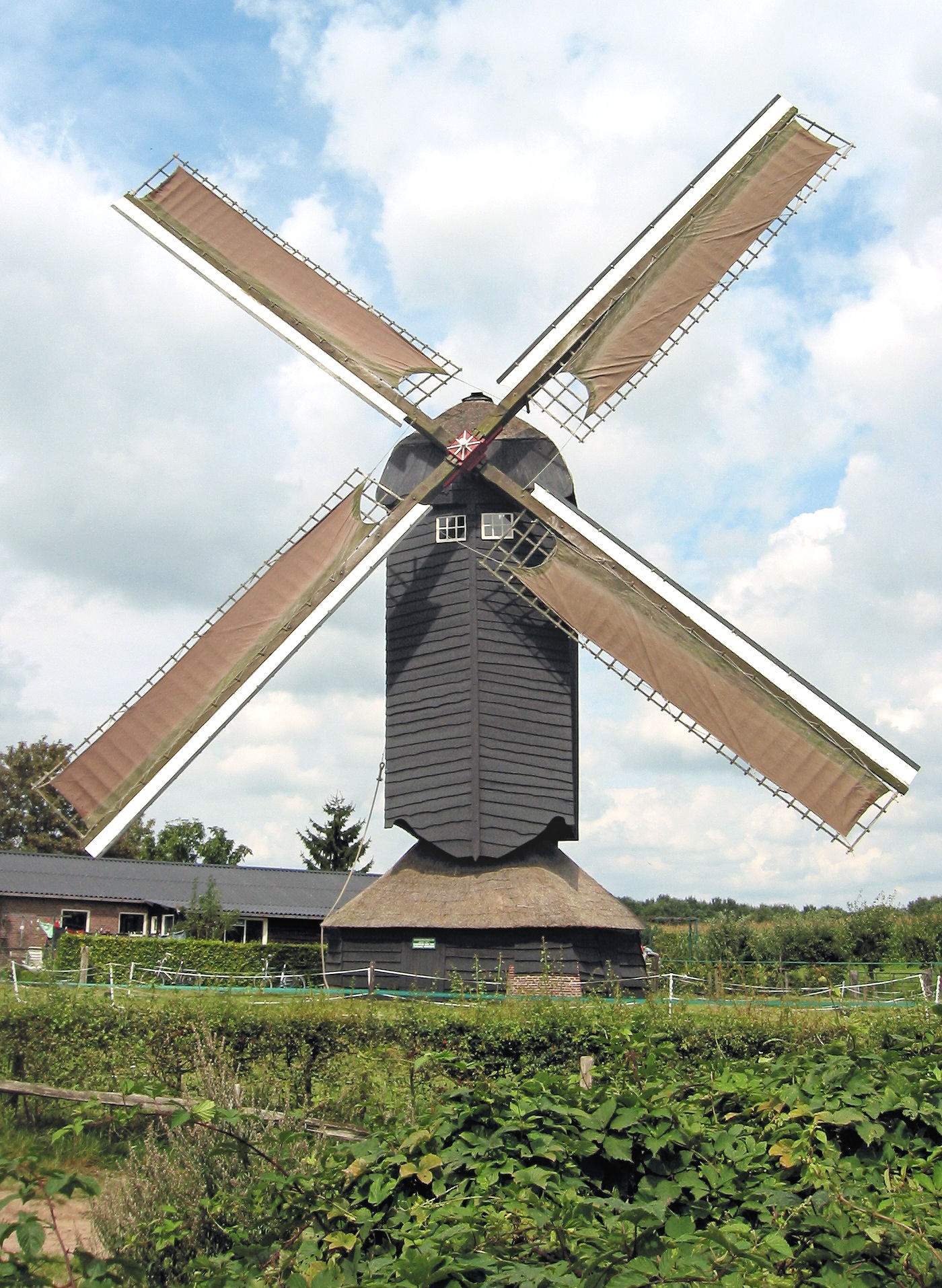
Doesburgermolen 2007
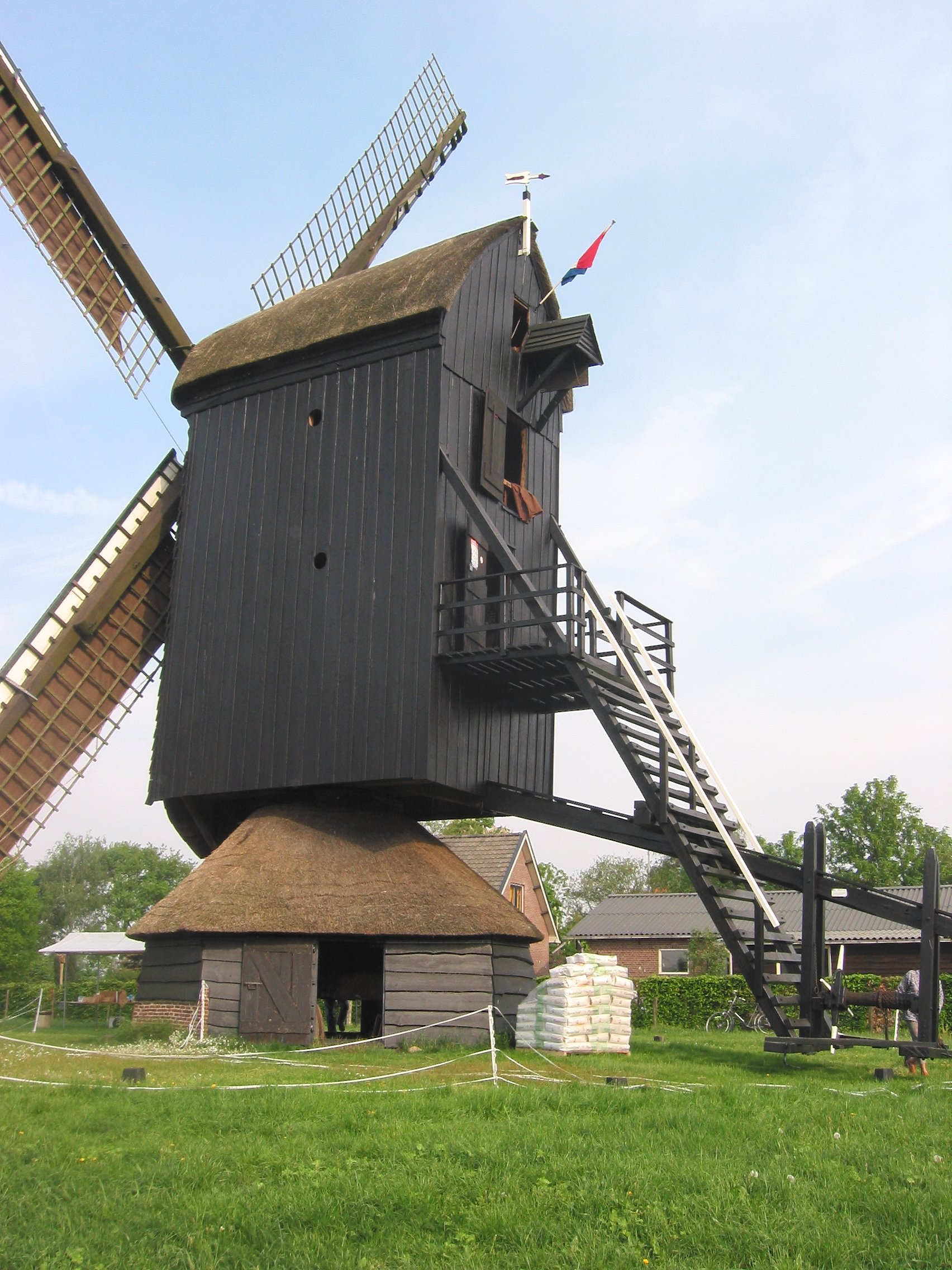
Achterzijde met bovenaan het luikapje
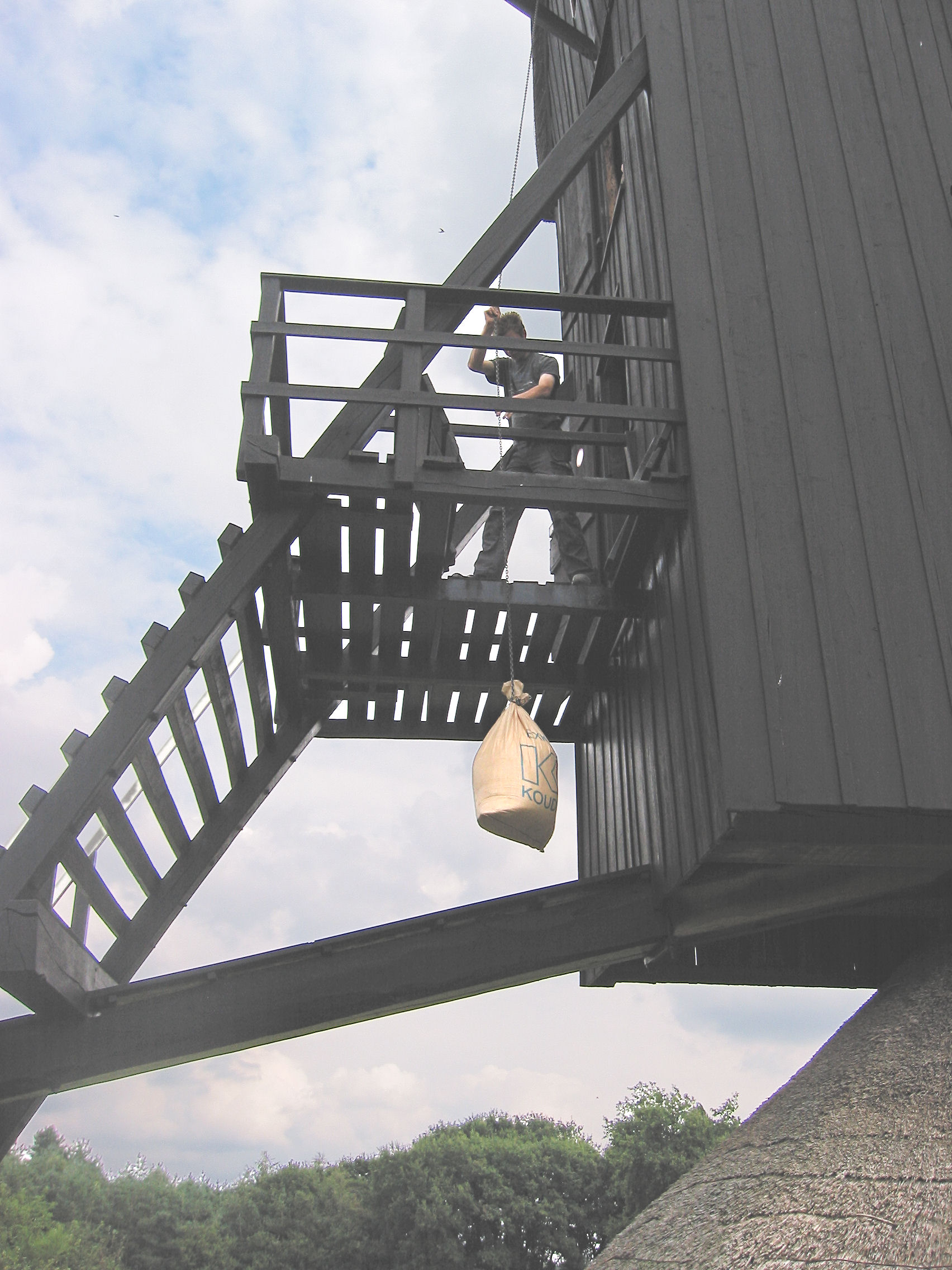
Afschieten van zak meel
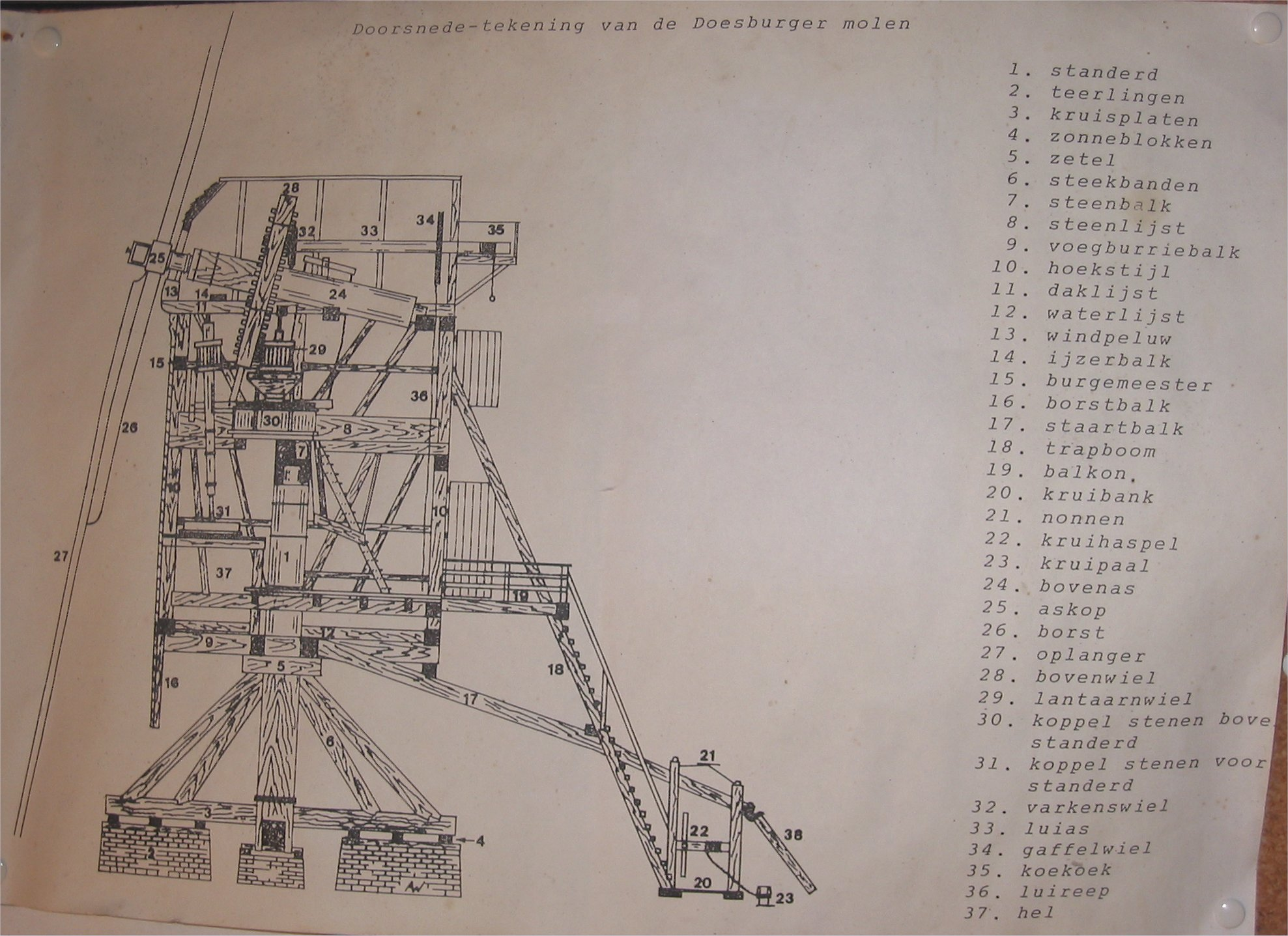
Doorsnee-tekening
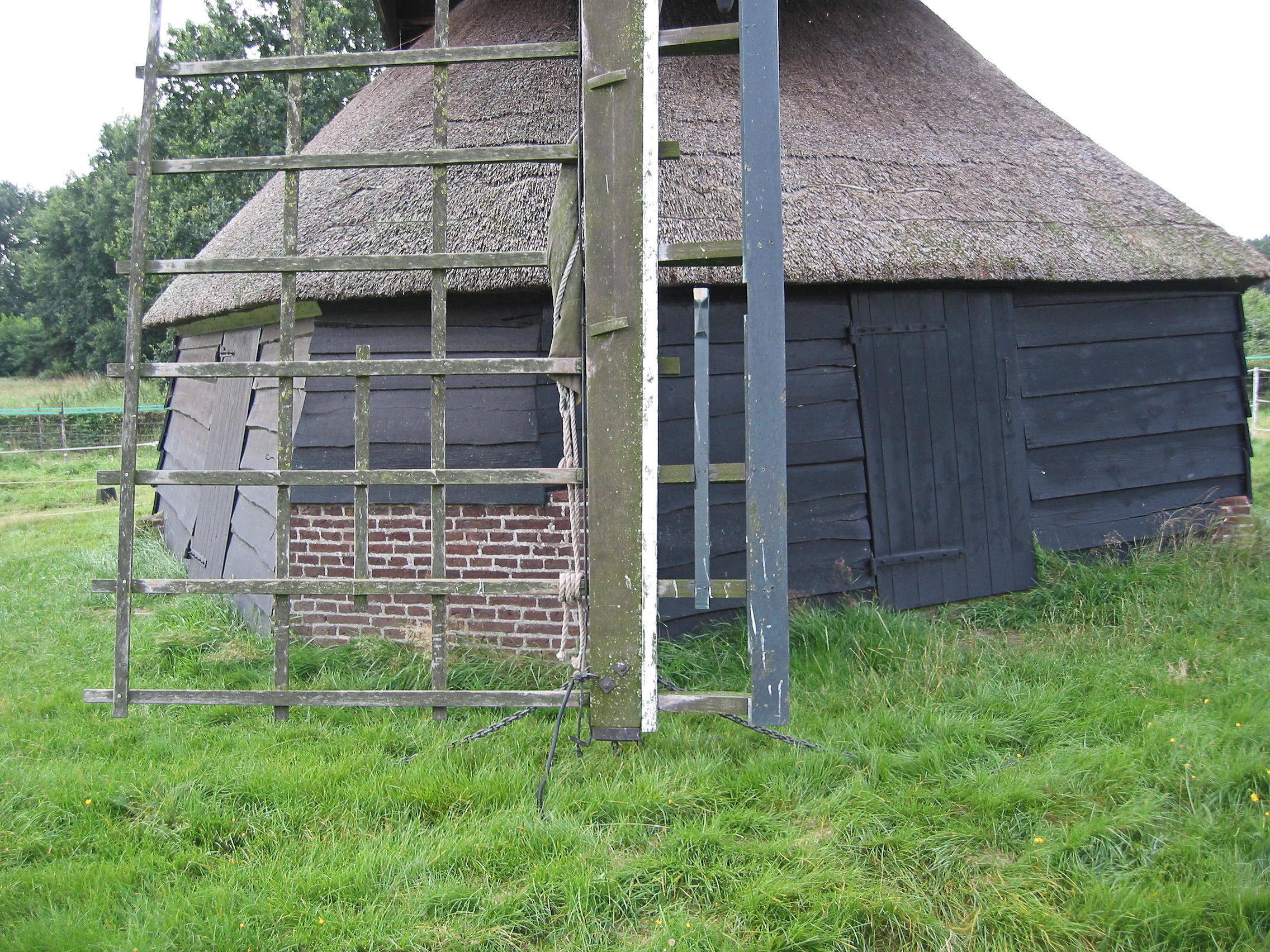
Voet met noordelijke hoogteerling (stenen)
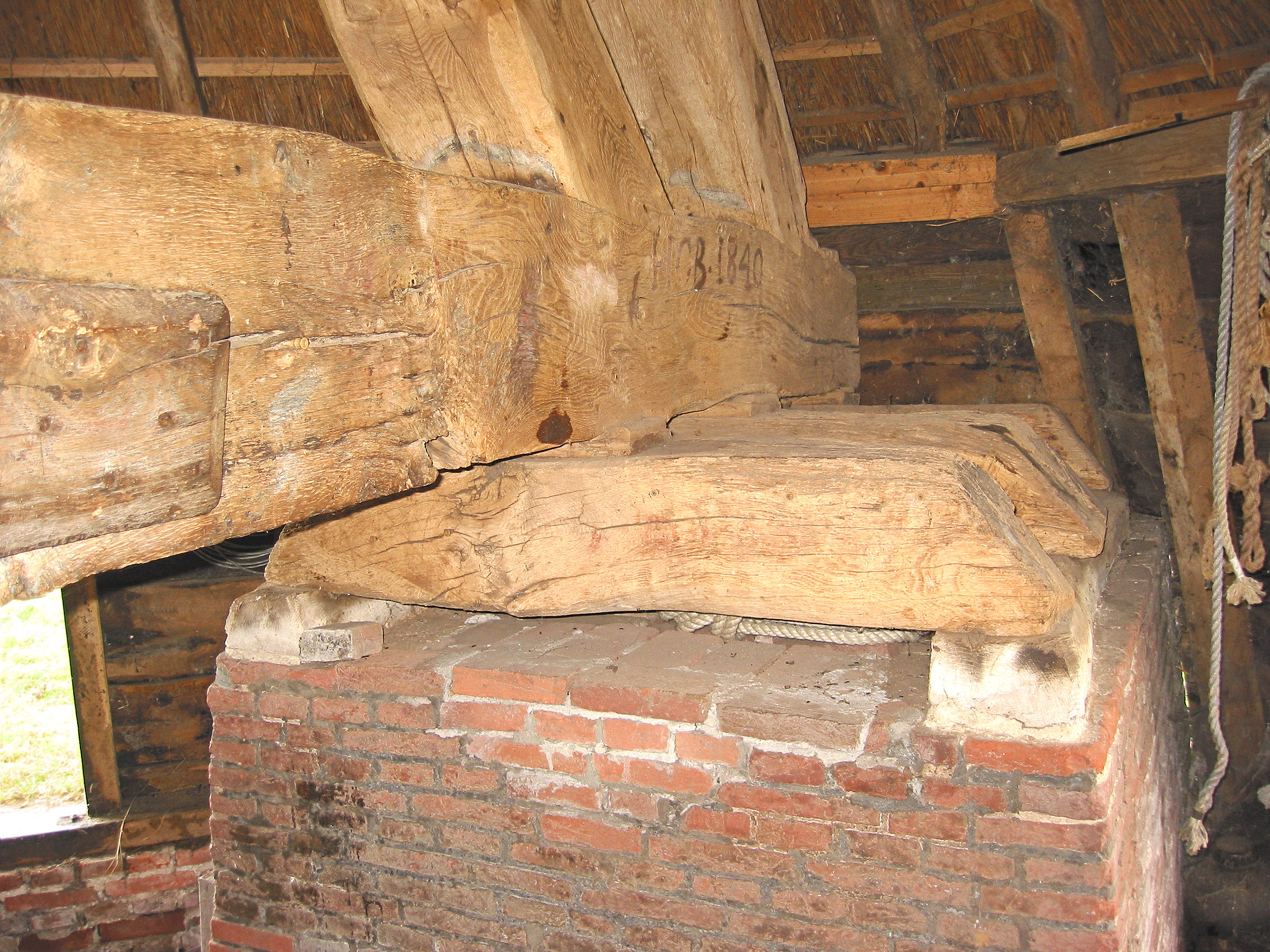
Hoogteerling noord met zonneblokken en kruisplaat
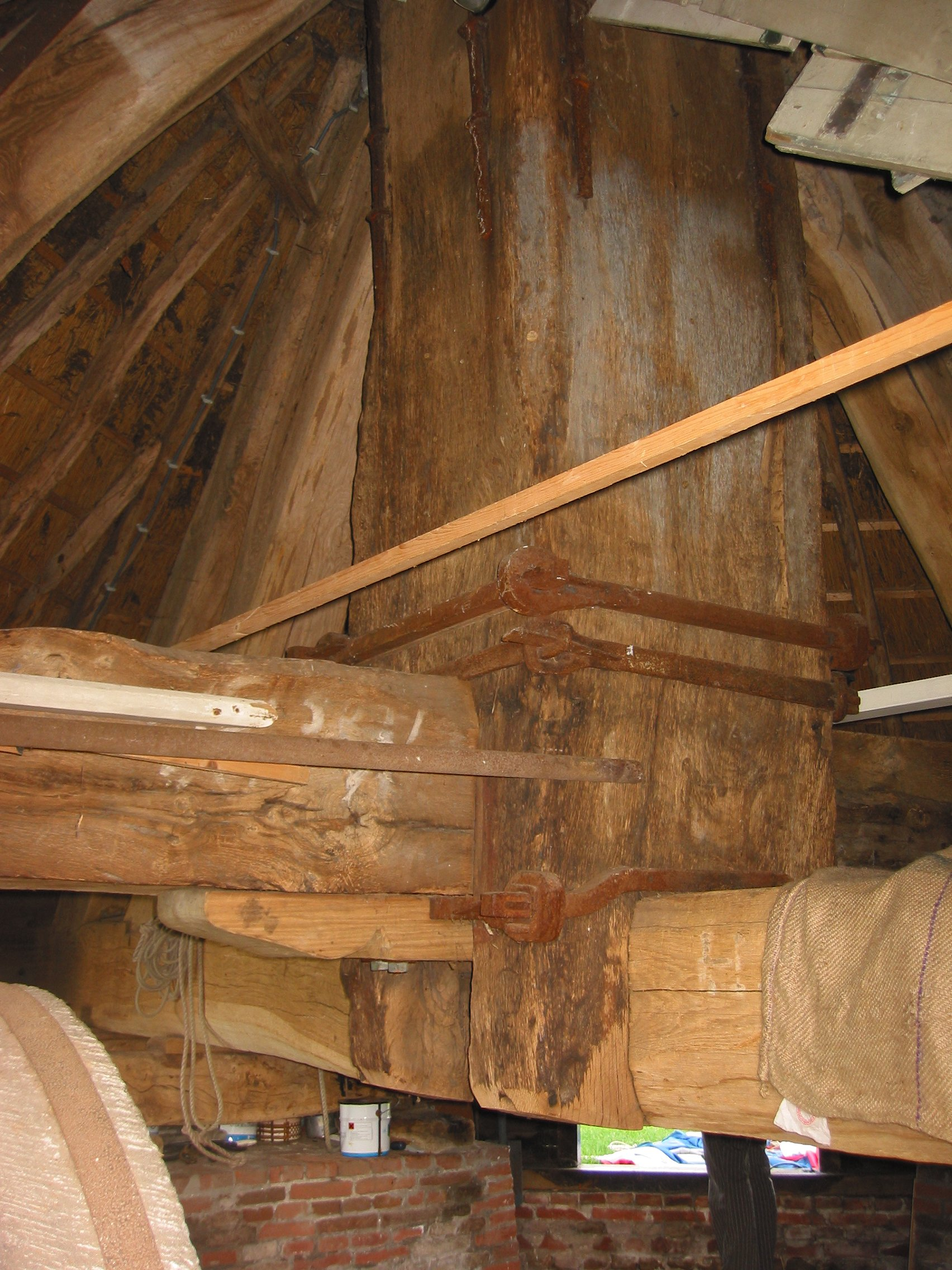
In de voet de standerd met de klauw over de kruisplaten
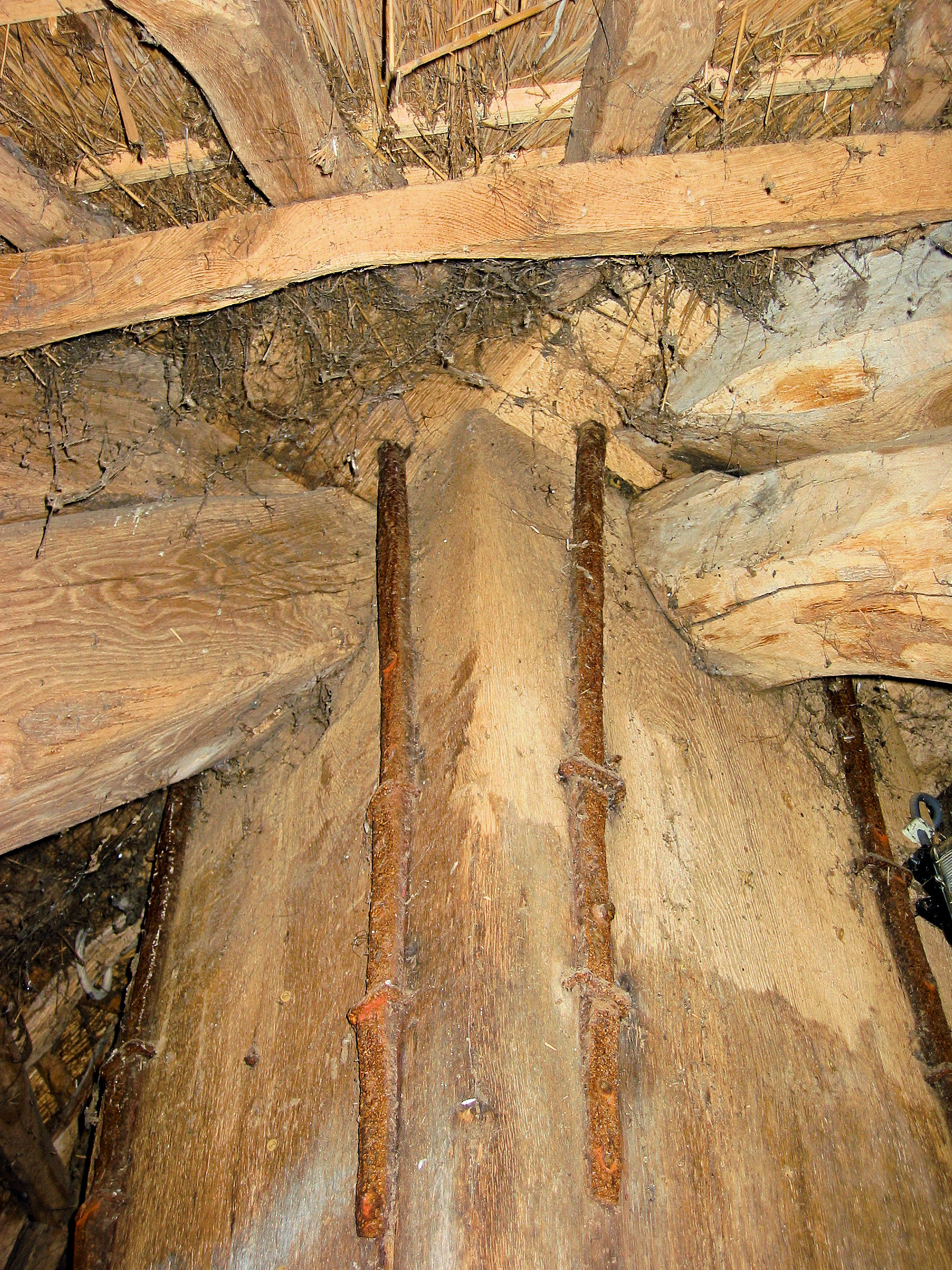
Steekbanden bij de onderkant zetel
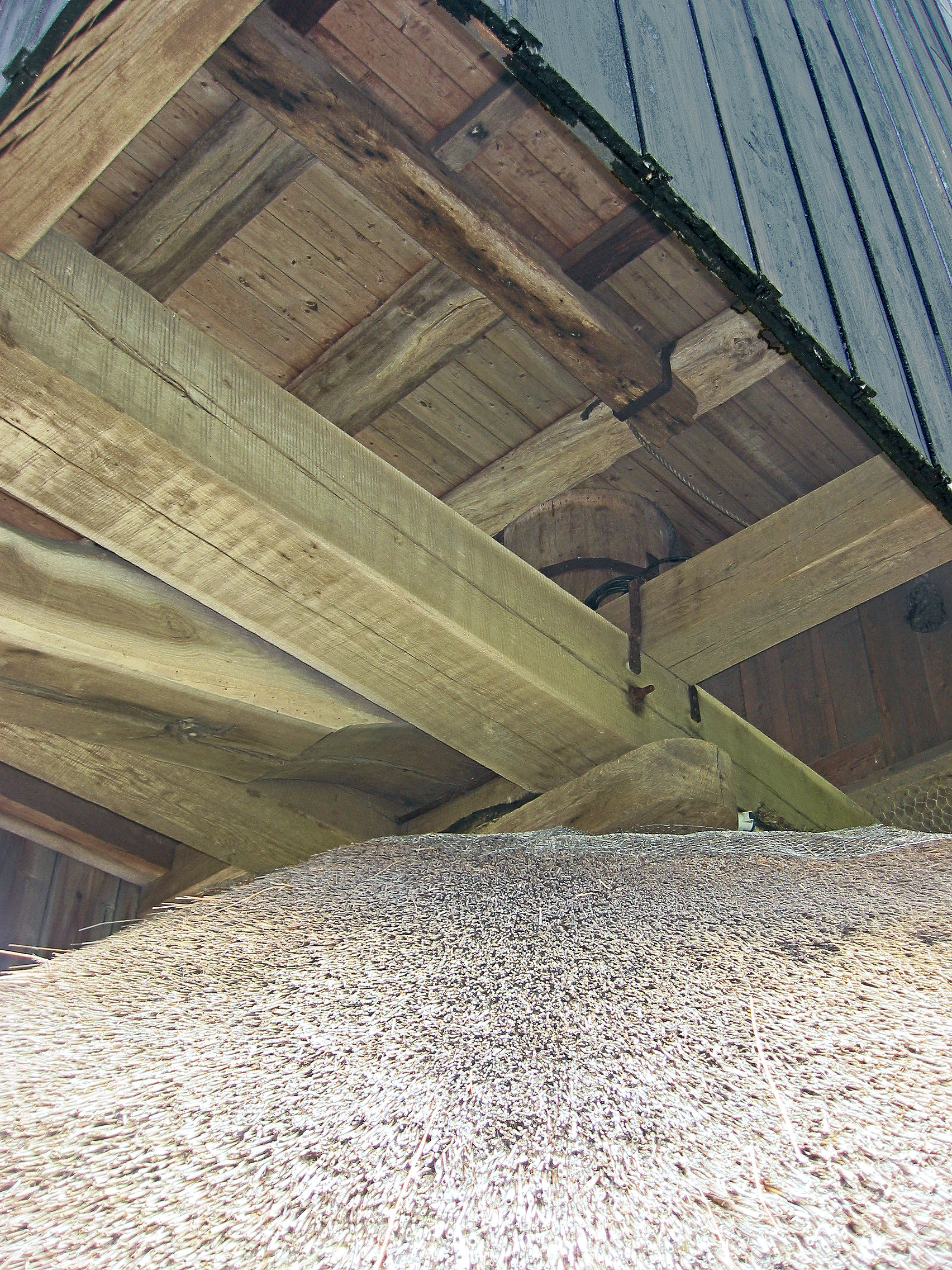
Boven in de voet de zetel op de standerd met in het midden de staart met aan weerszijden de lange burriebalken
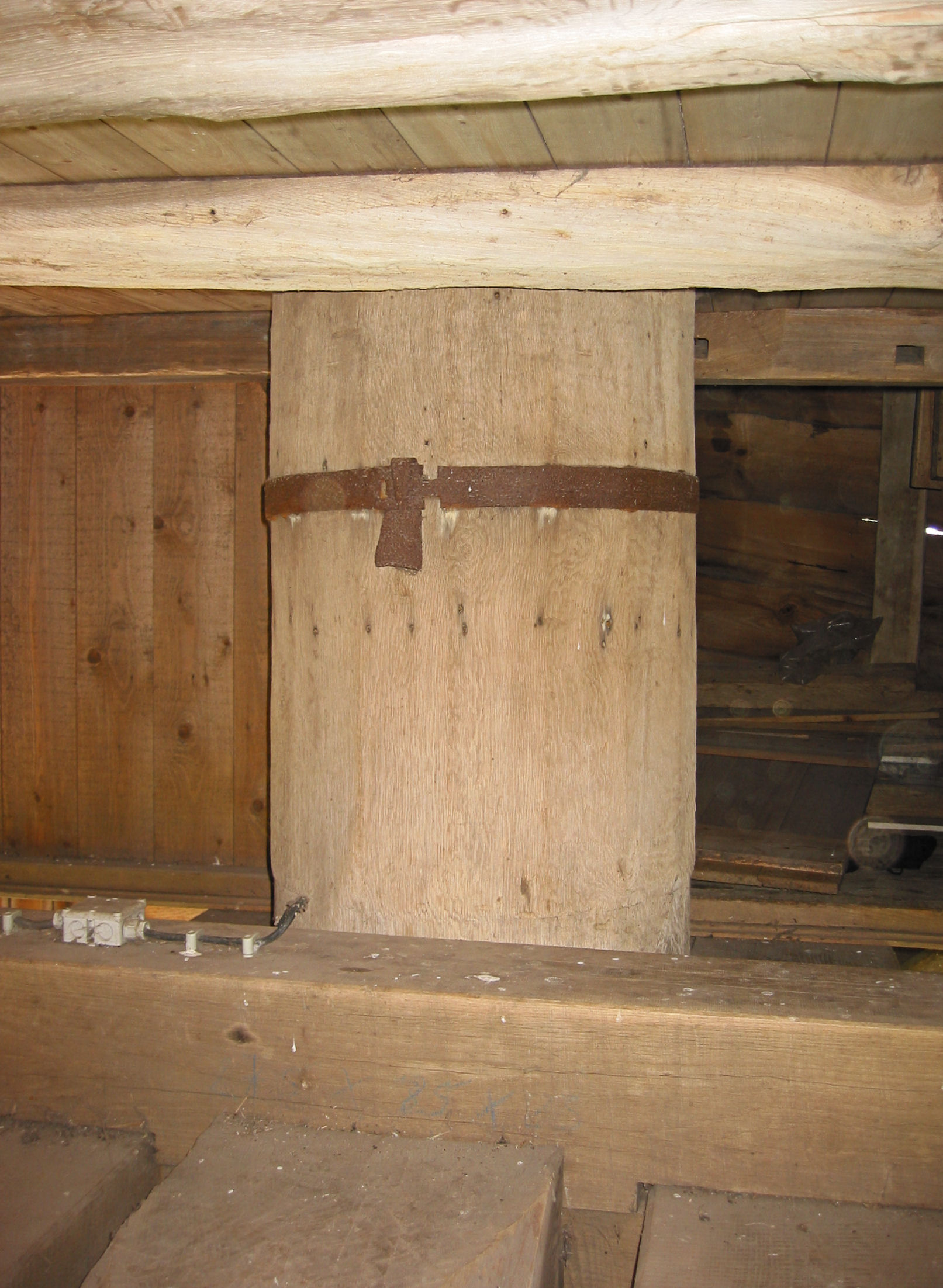
Afgerond deel boven de zetel van de standerd
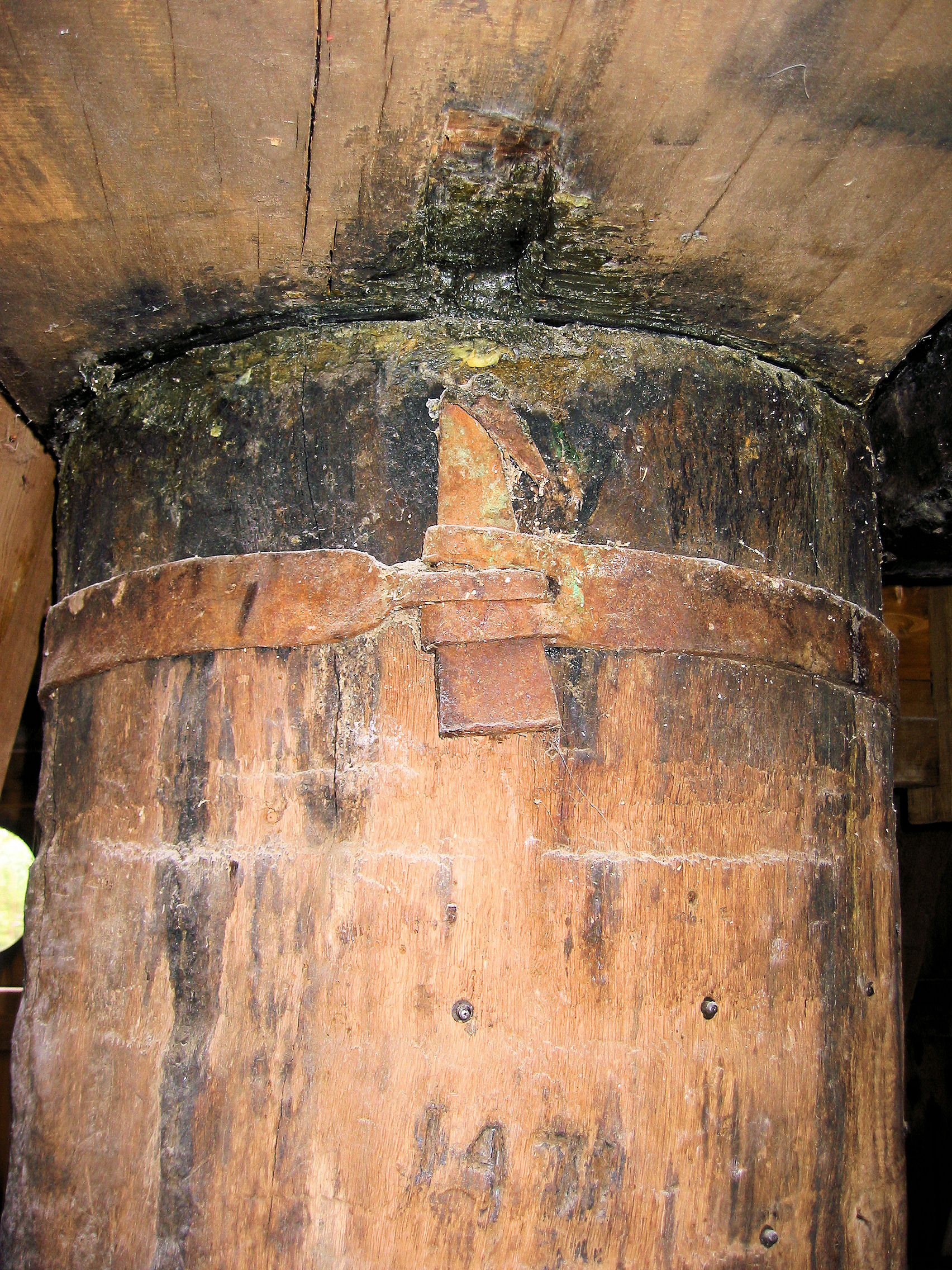
Smeergat onderkant stormpen en draagvlak steenbalk
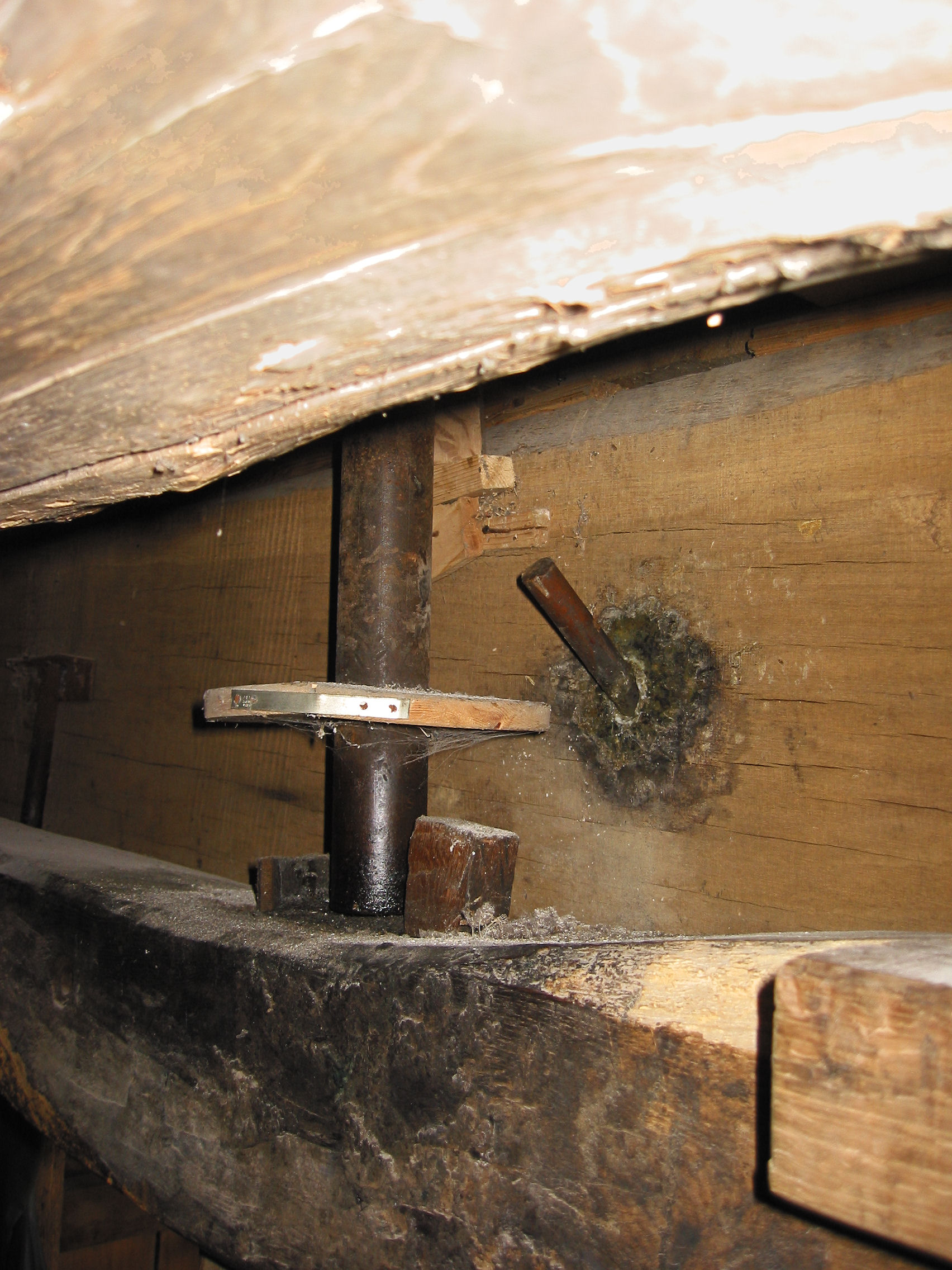
Smeergat in de steenbalk afgedekt met stokje voor de bovenkant van de stormpen en in het midden de as van achterste steenspil
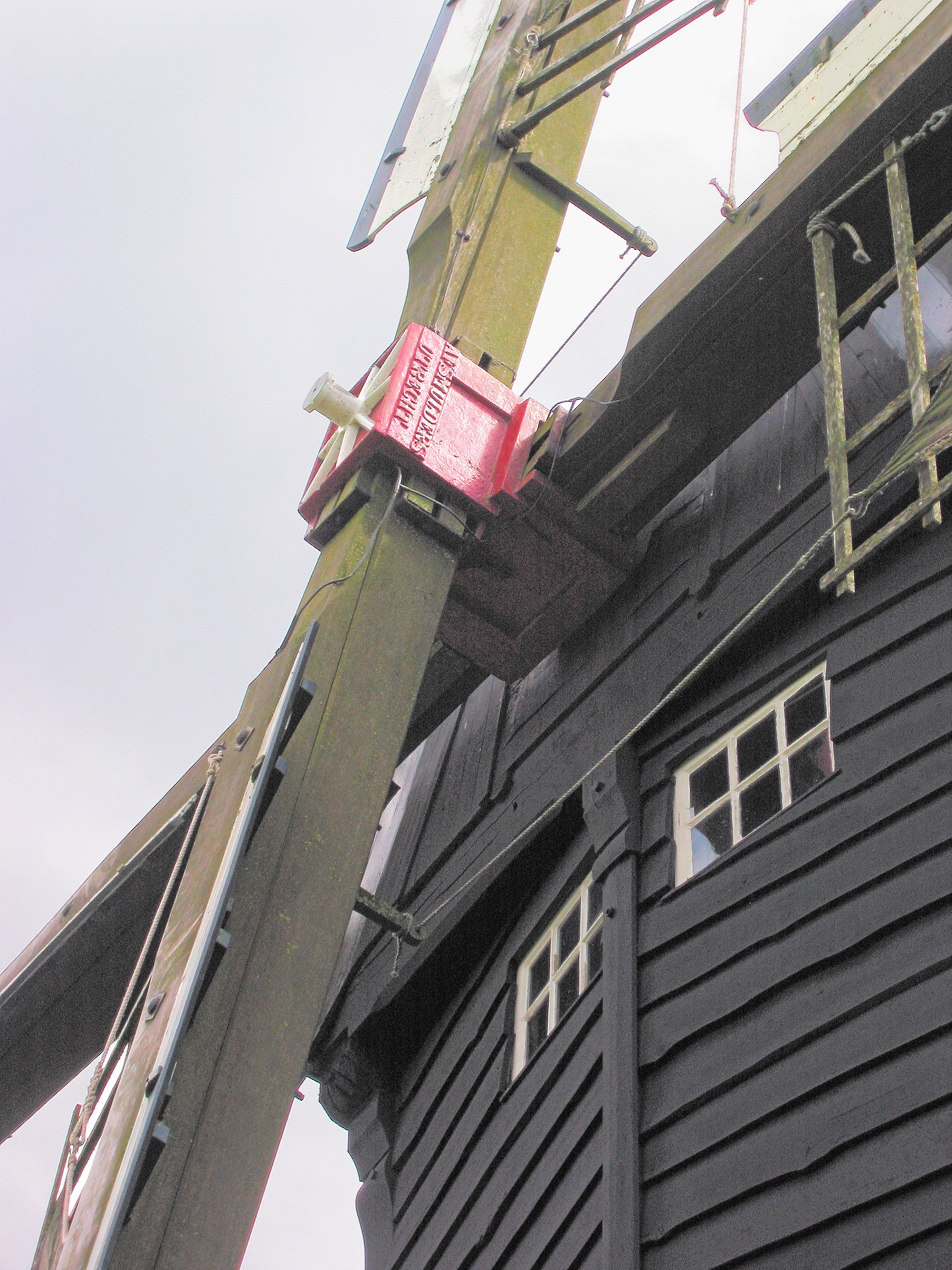
Gietijzeren insteekkop
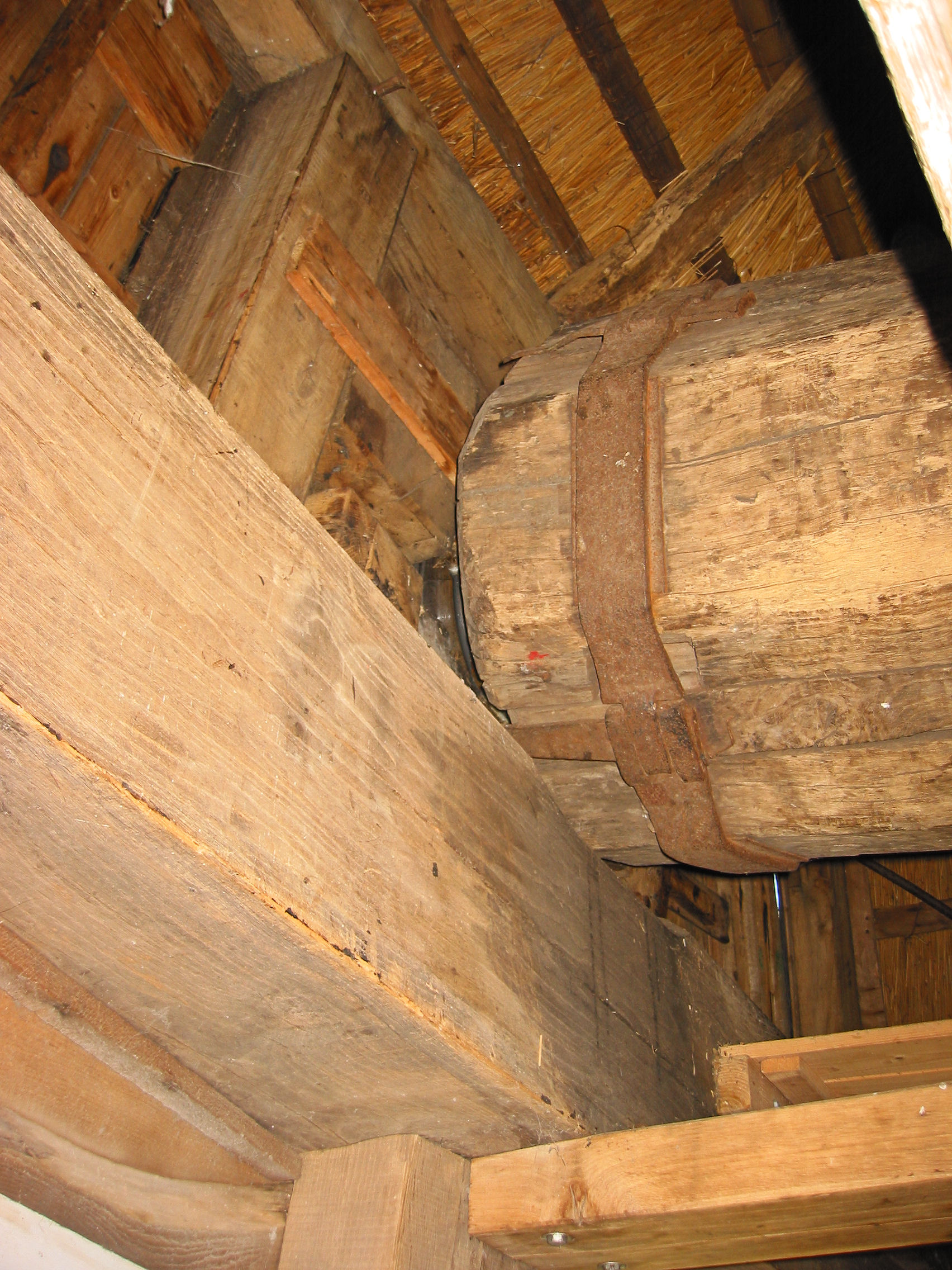
Hals bovenas
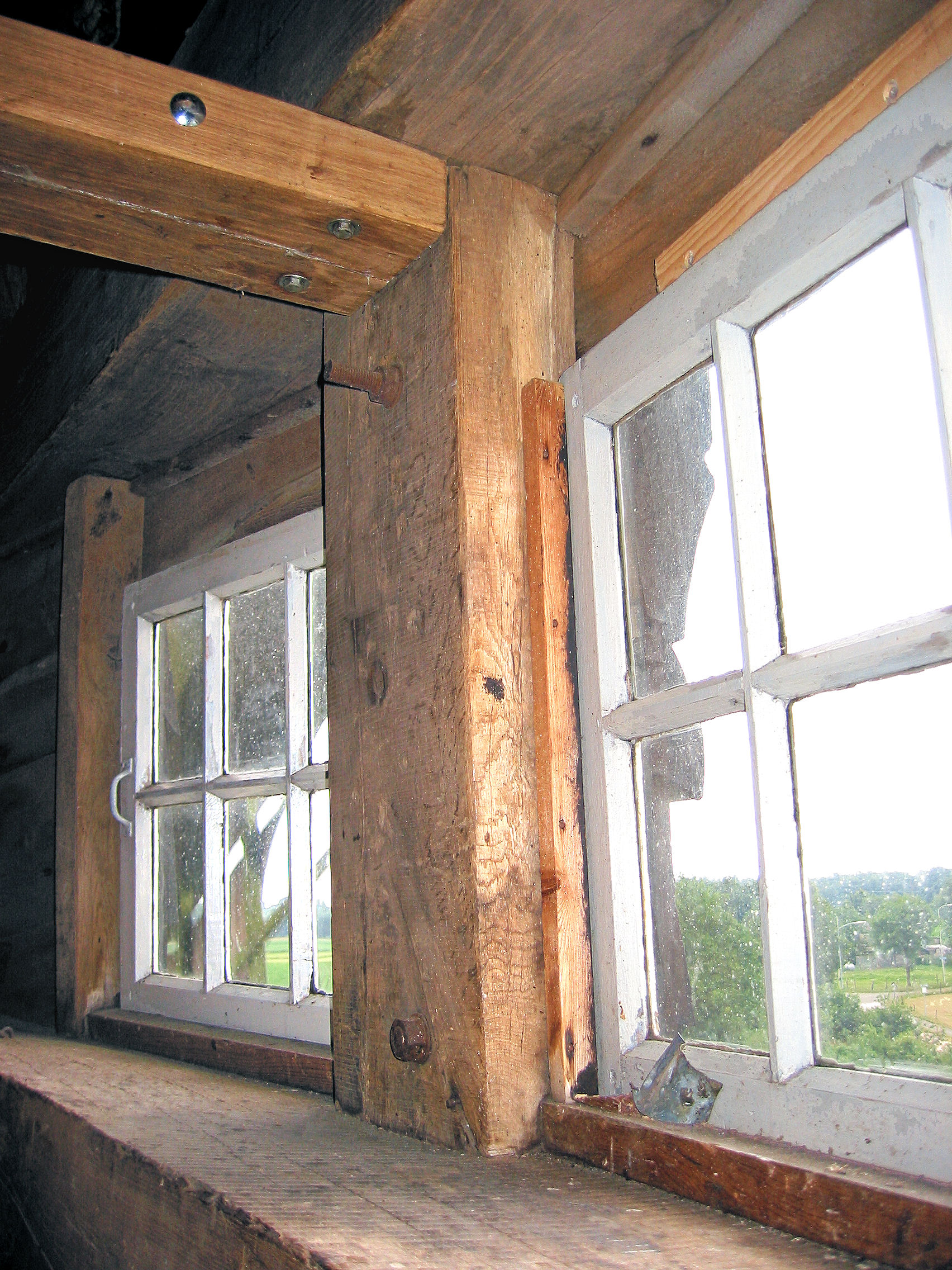
Doorlopende borstnaald onder windpeluw
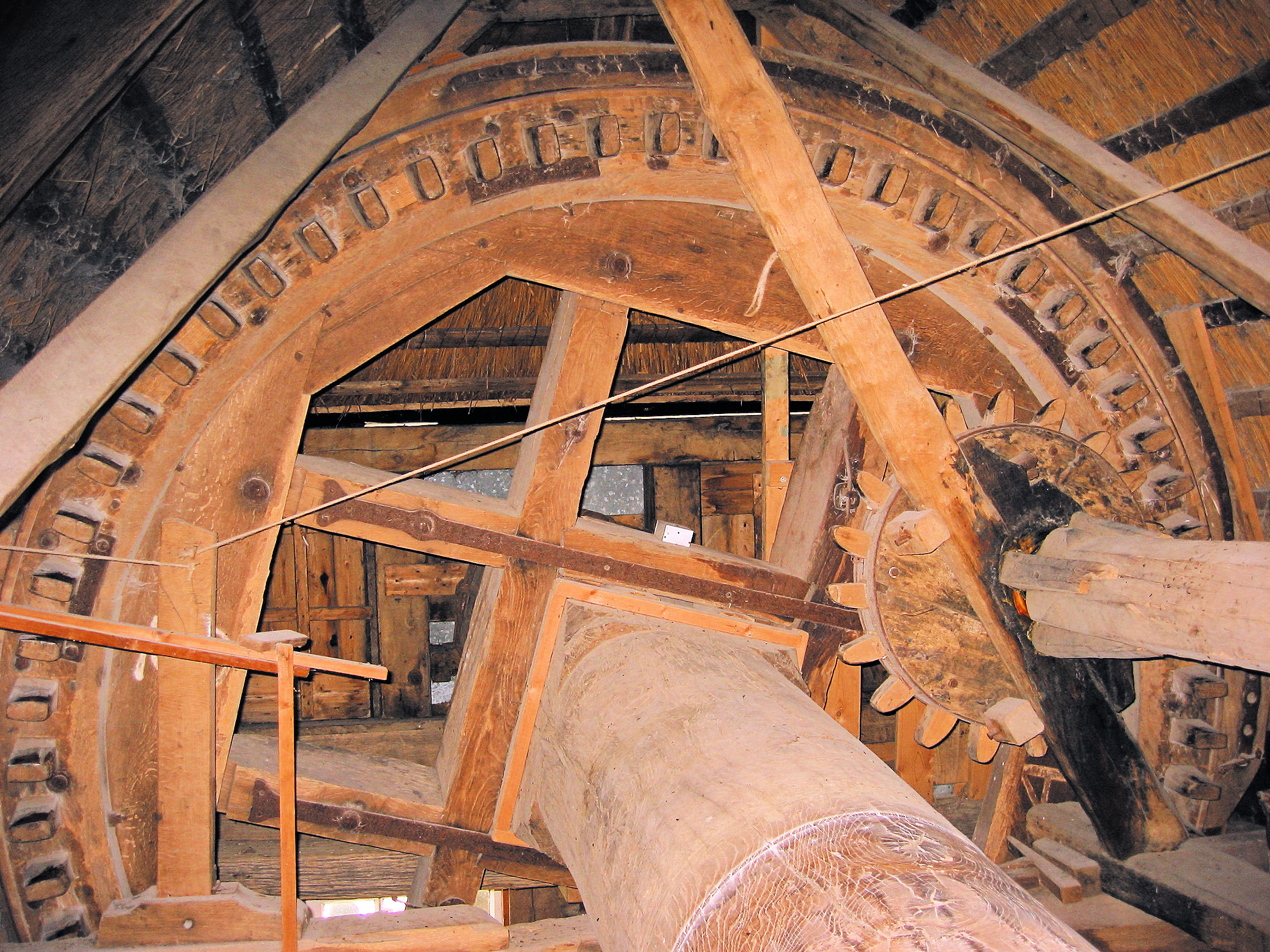
Bovenwiel met varkenswiel van het luiwerk
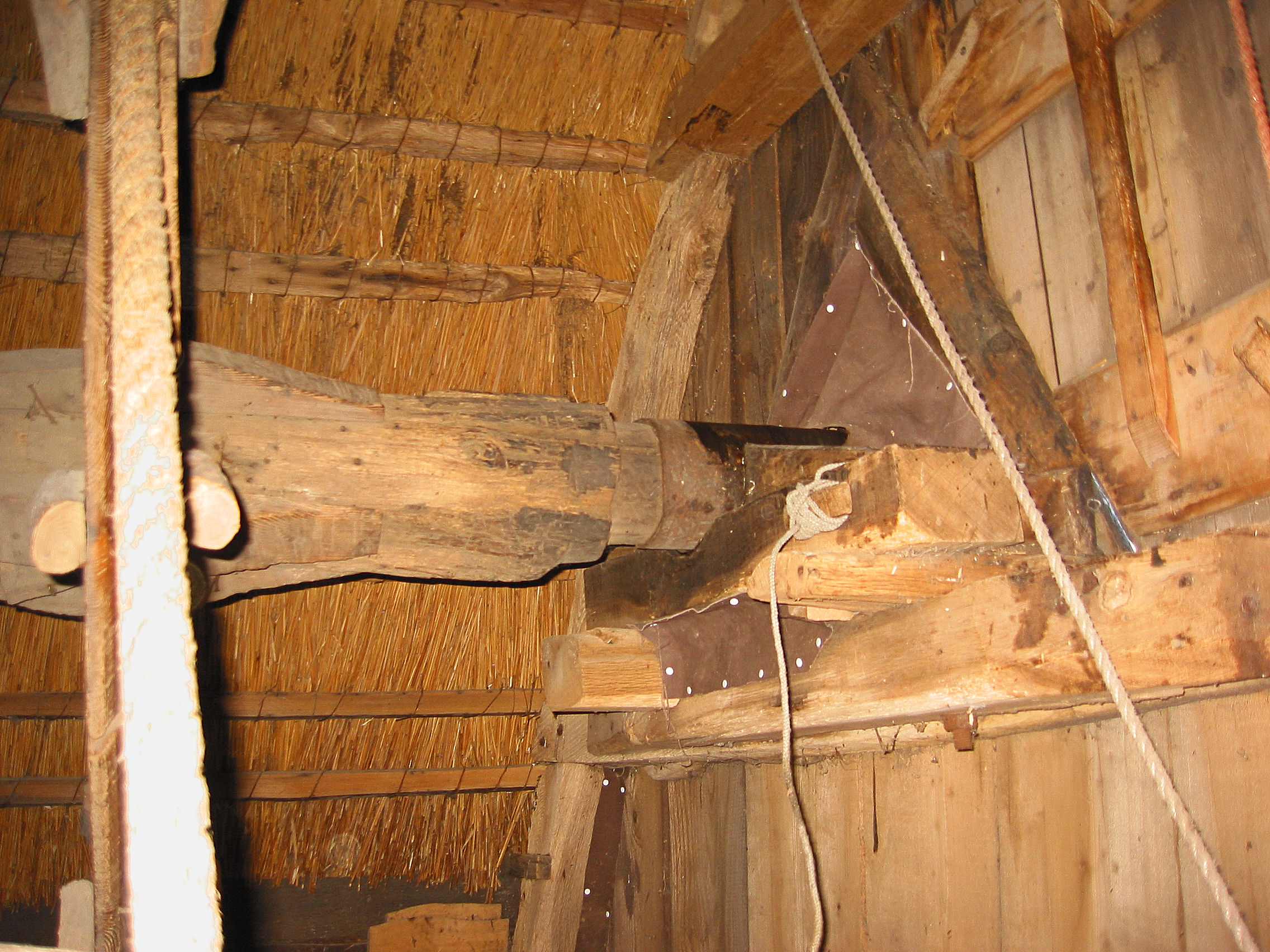
Penbalk met rechts de luireep (touw)
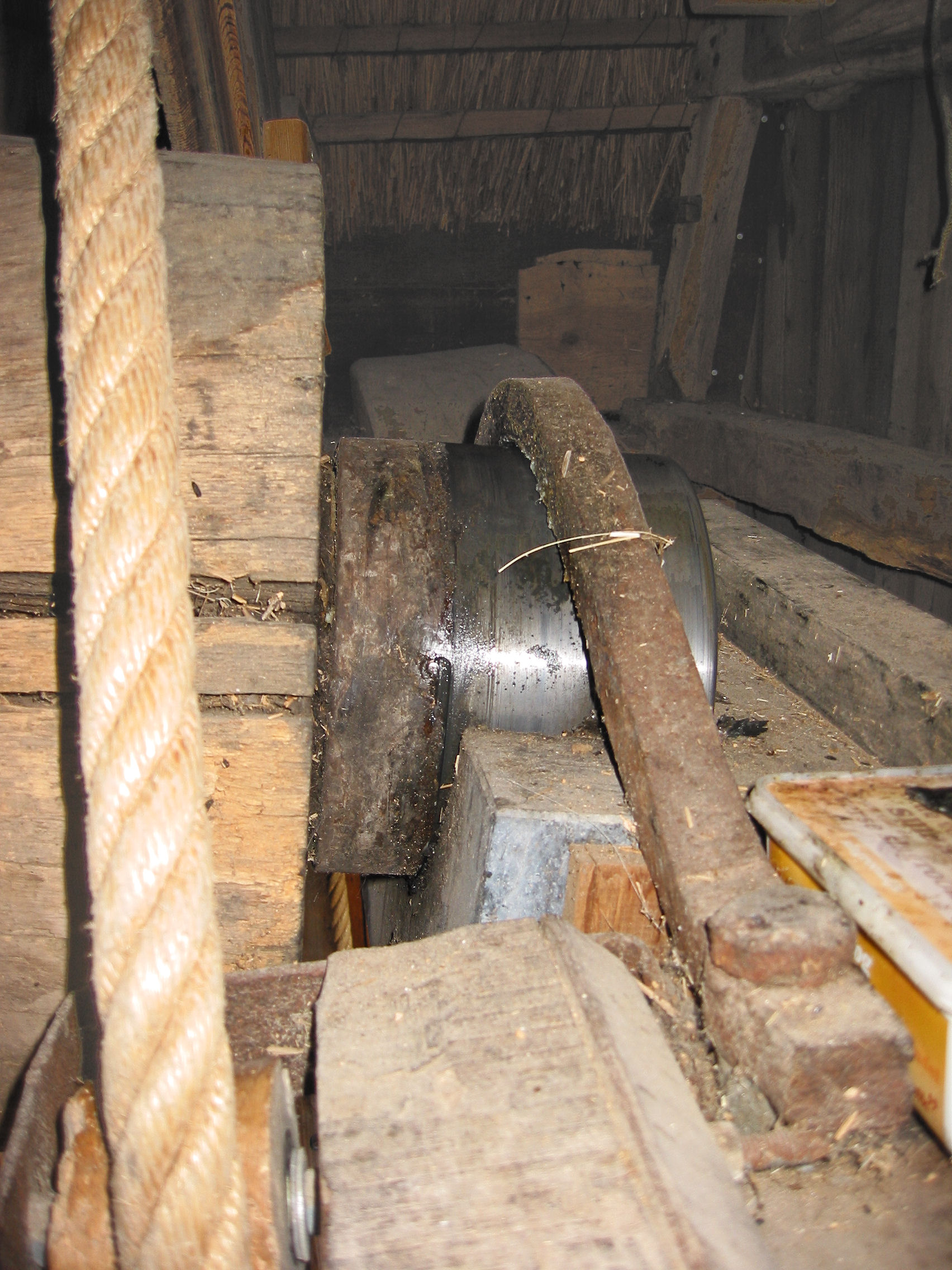
Pen van bovenas
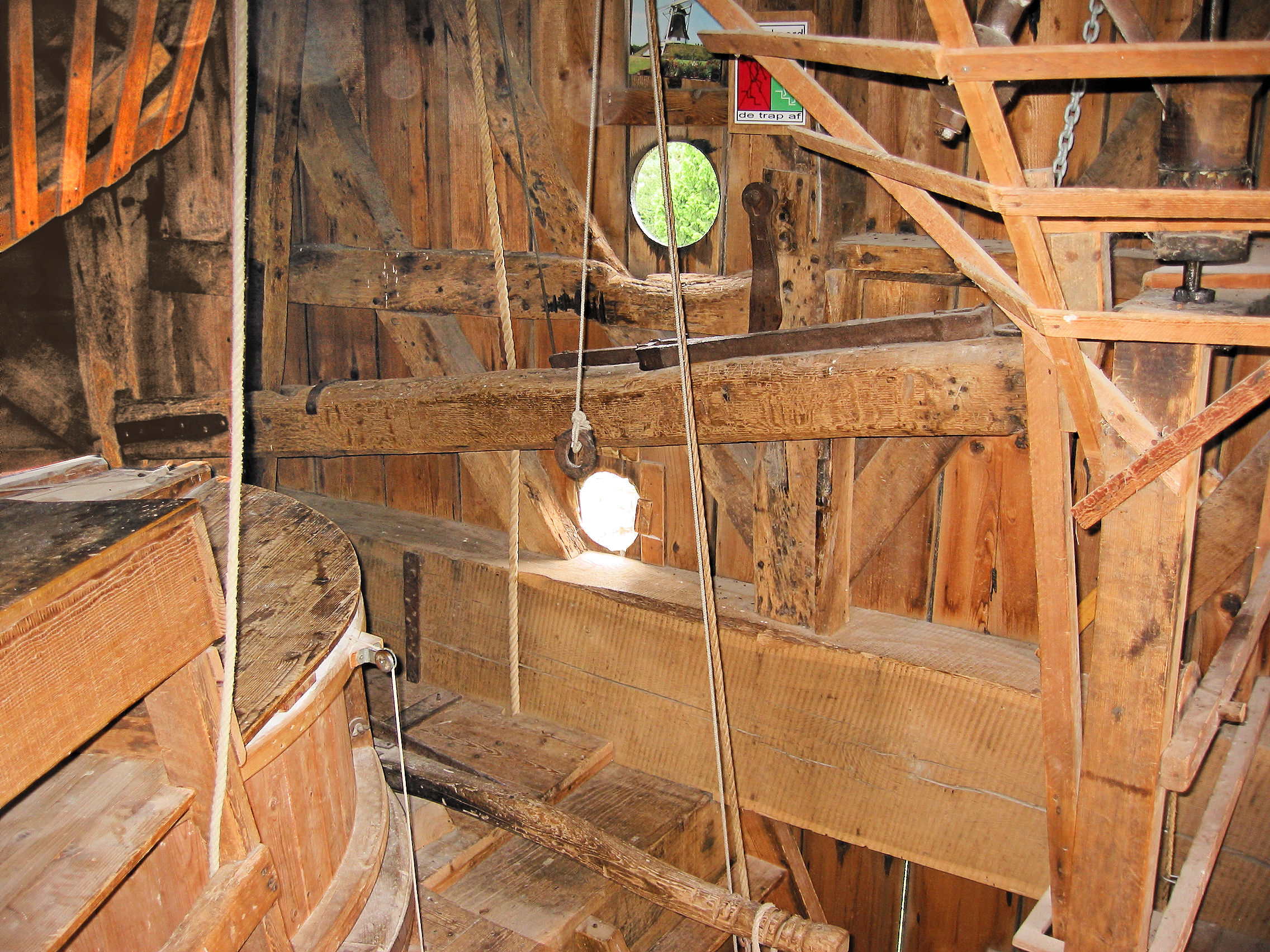
Vangbalk verzwaard met ijzer
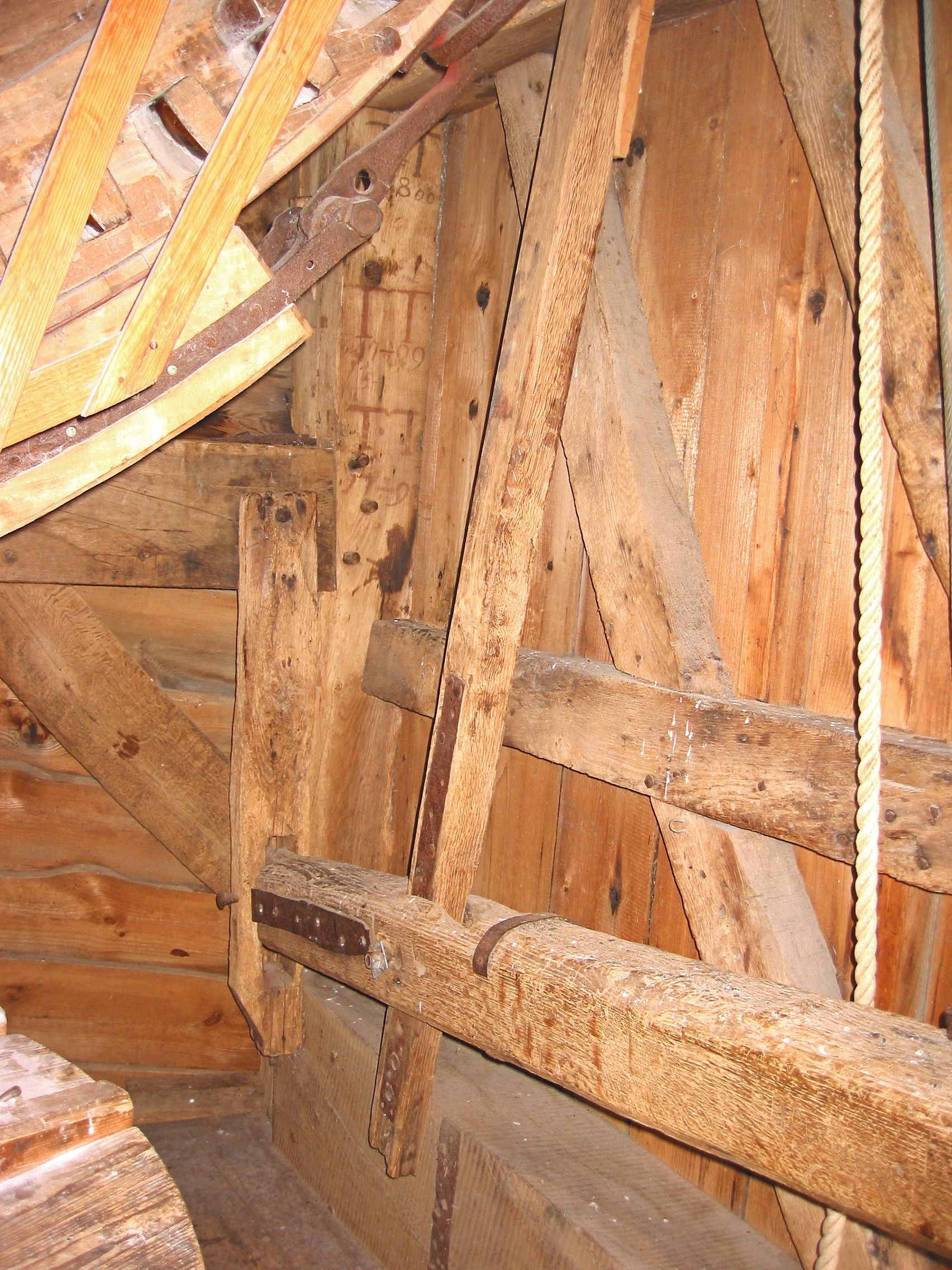
Vangbalk met ezel en sabelijzer
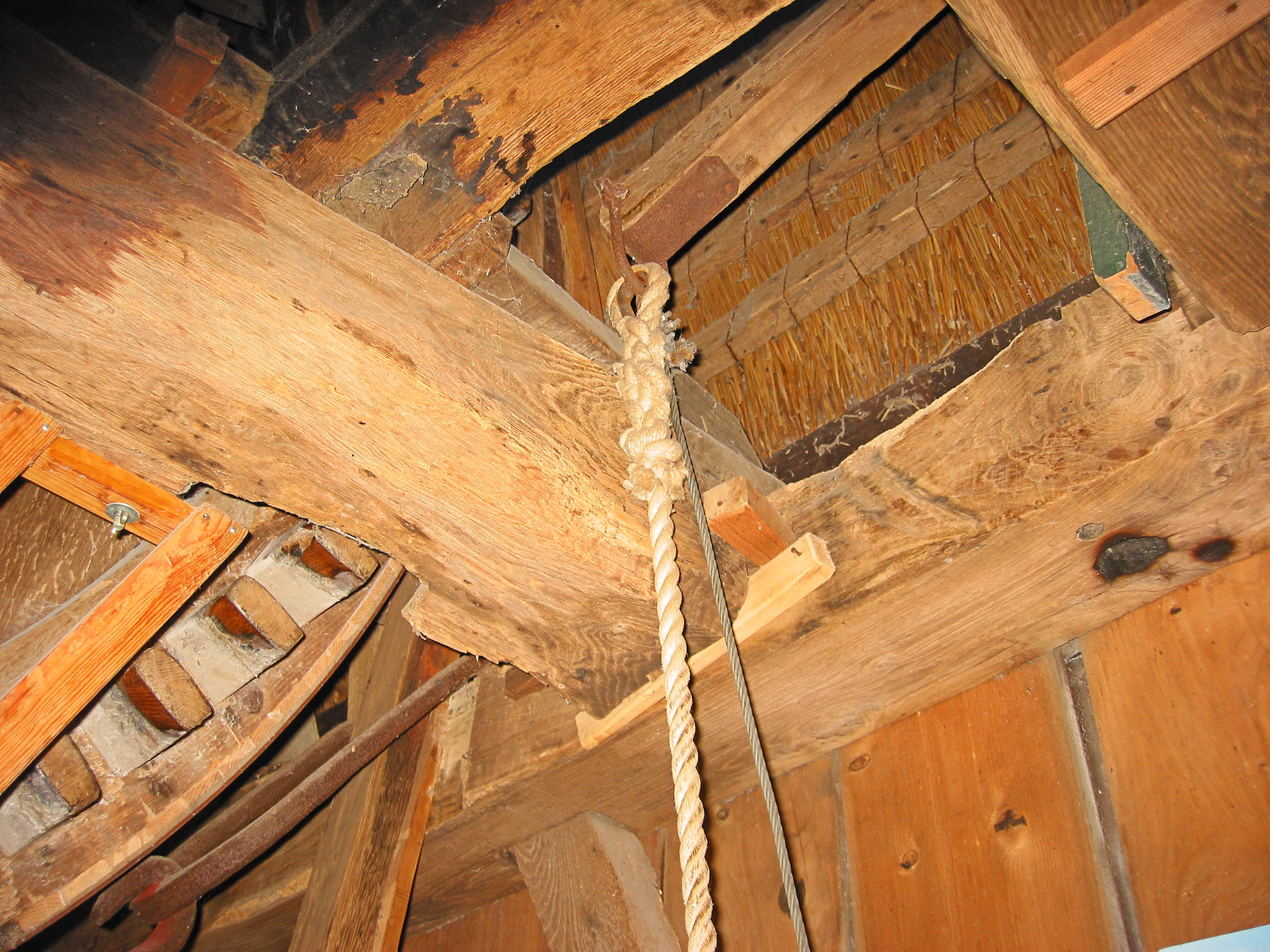
Binnenwipstok met vangtouw
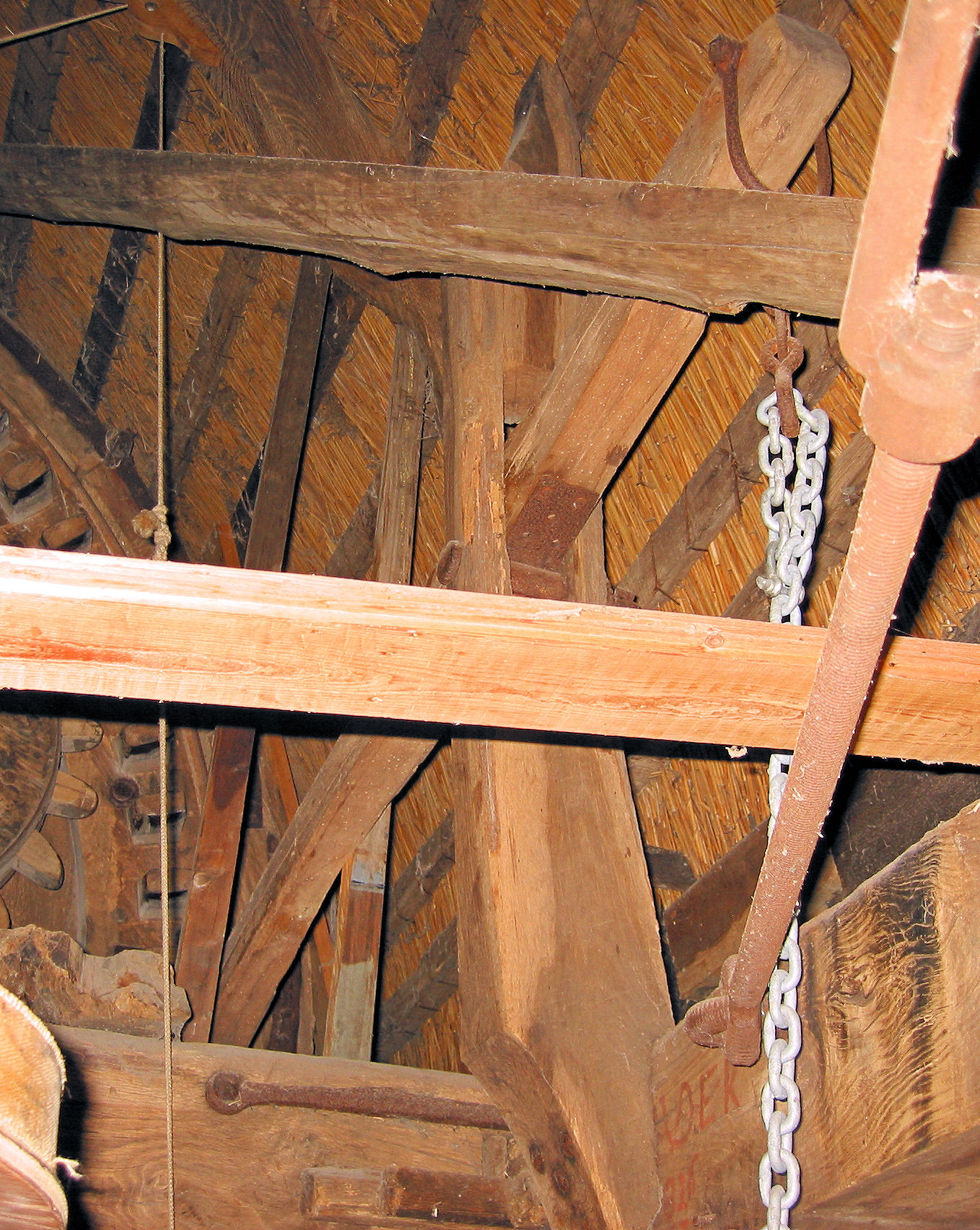
Binnenwipstok met vangbalkketting
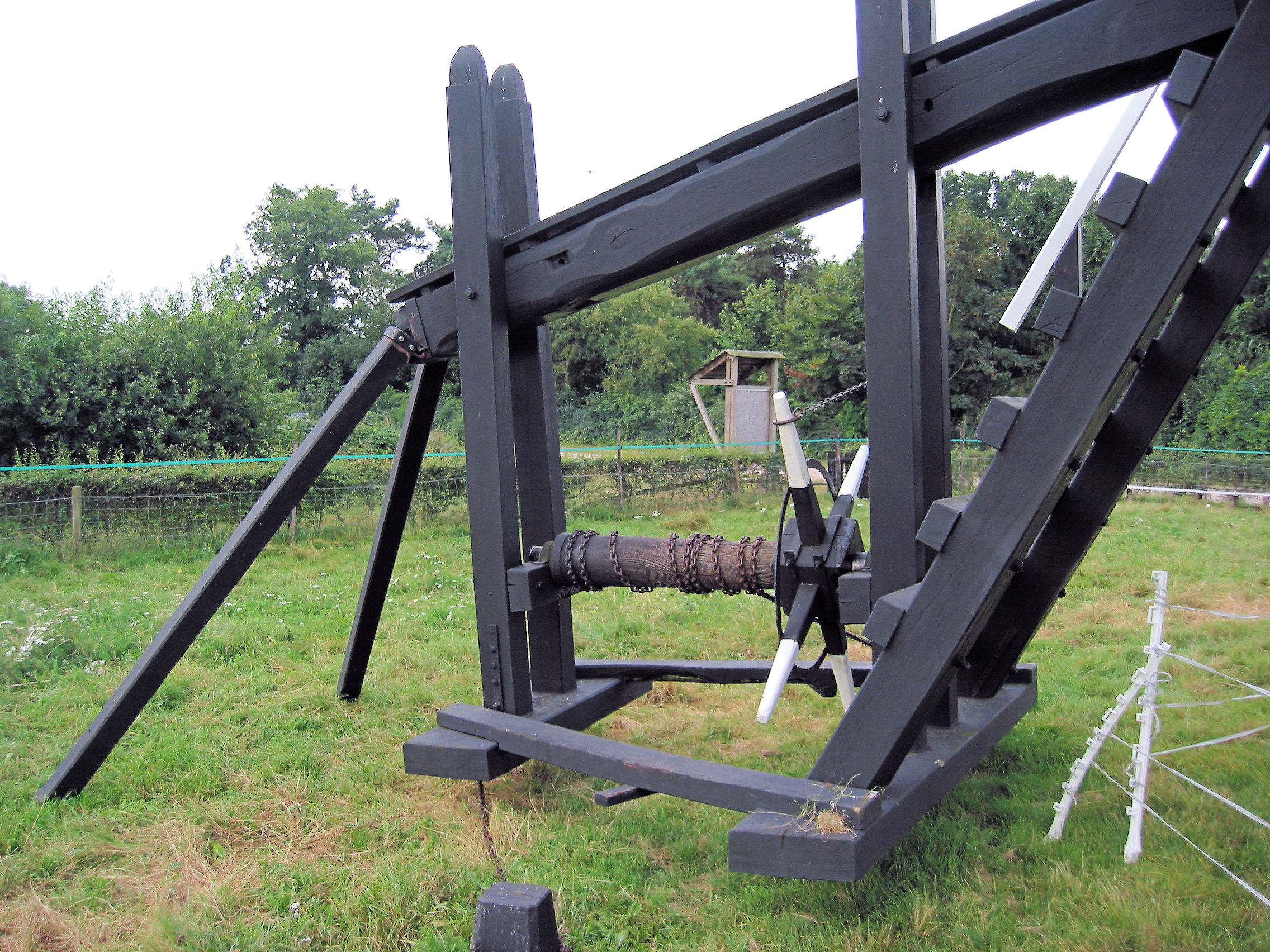
Kruibank met kruihaspel en loopschoren
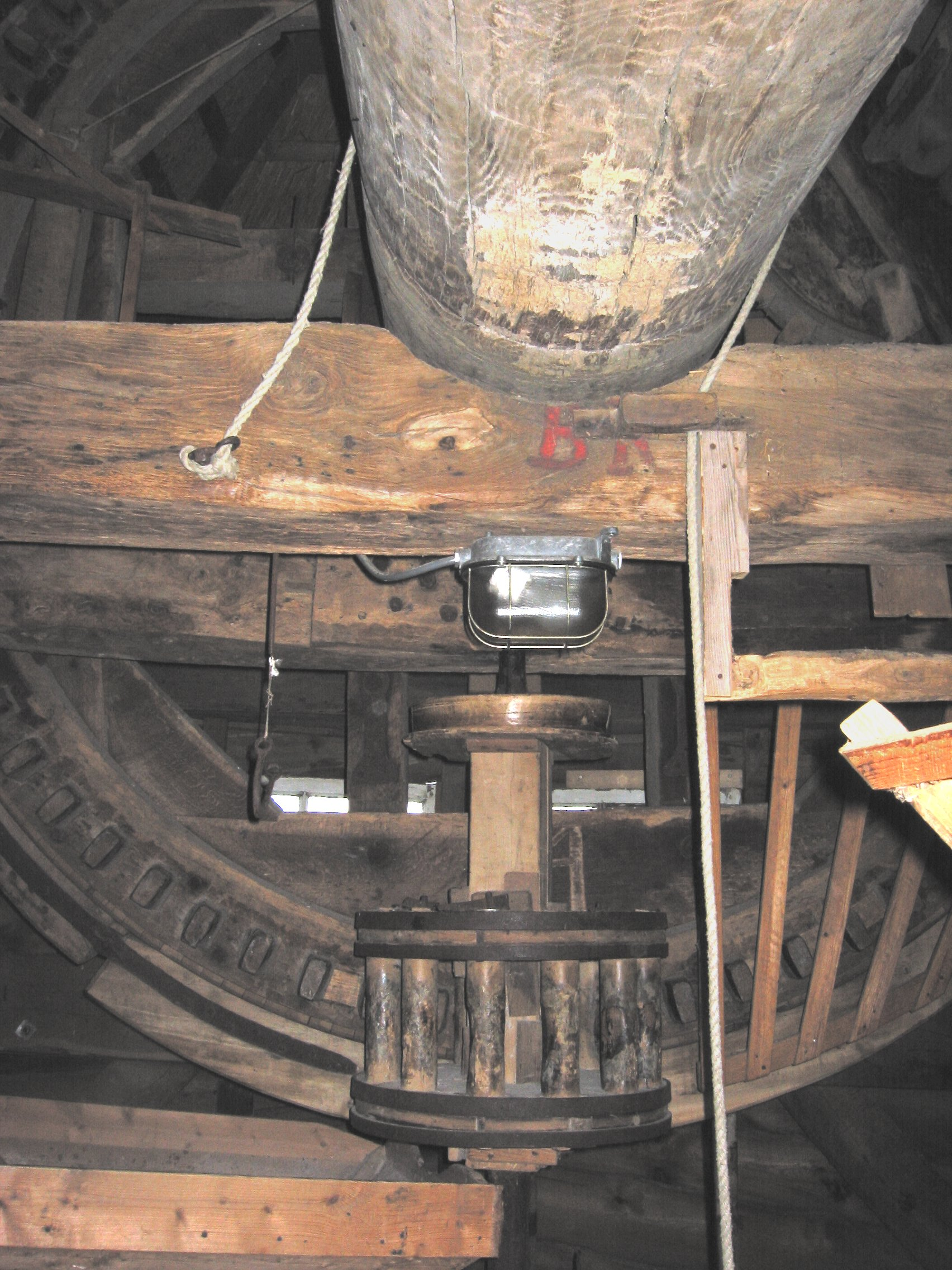
Aandrijving voormolen
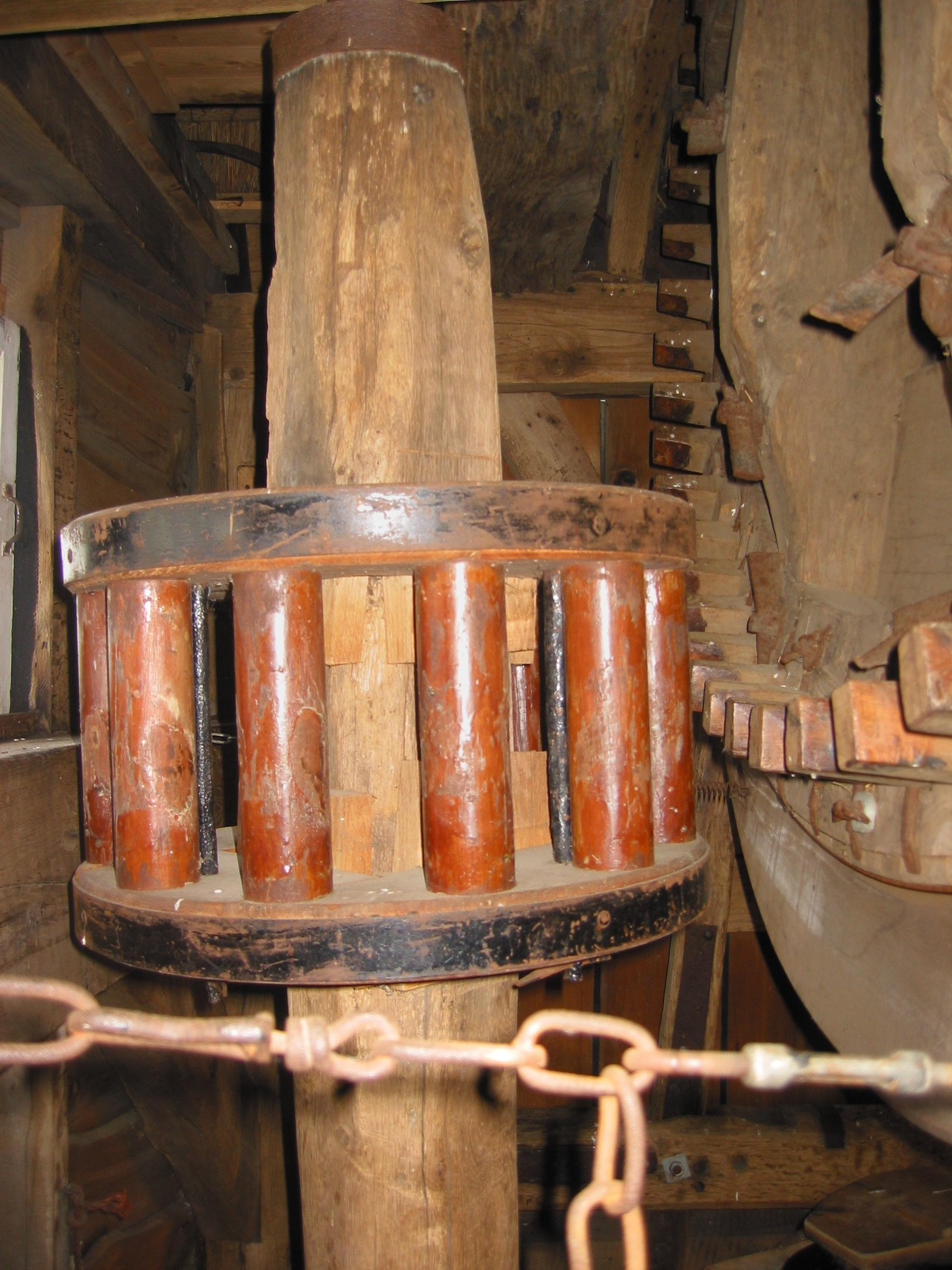
Aandrijving achtermolen
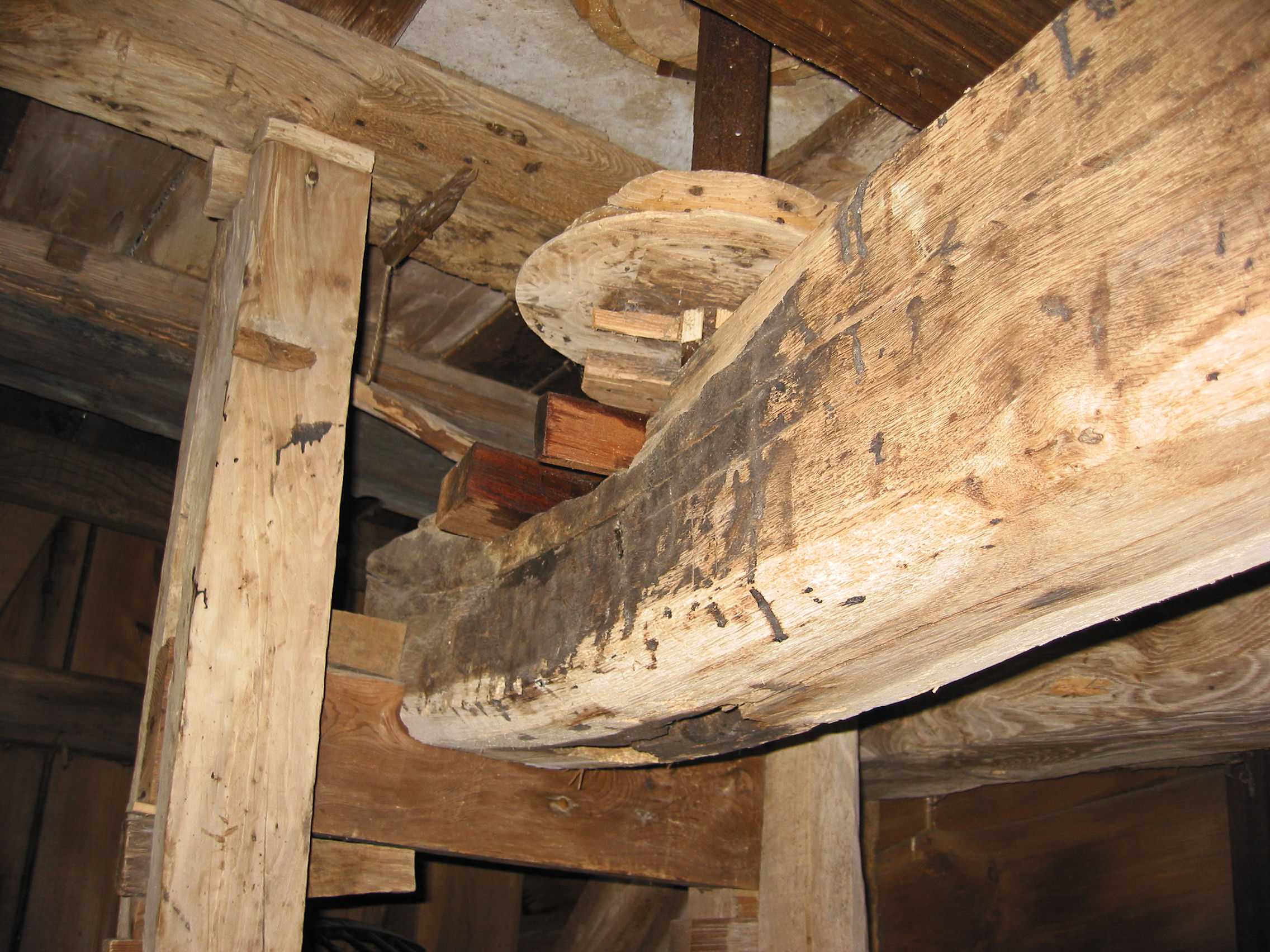
Hel met paard van achtermolen
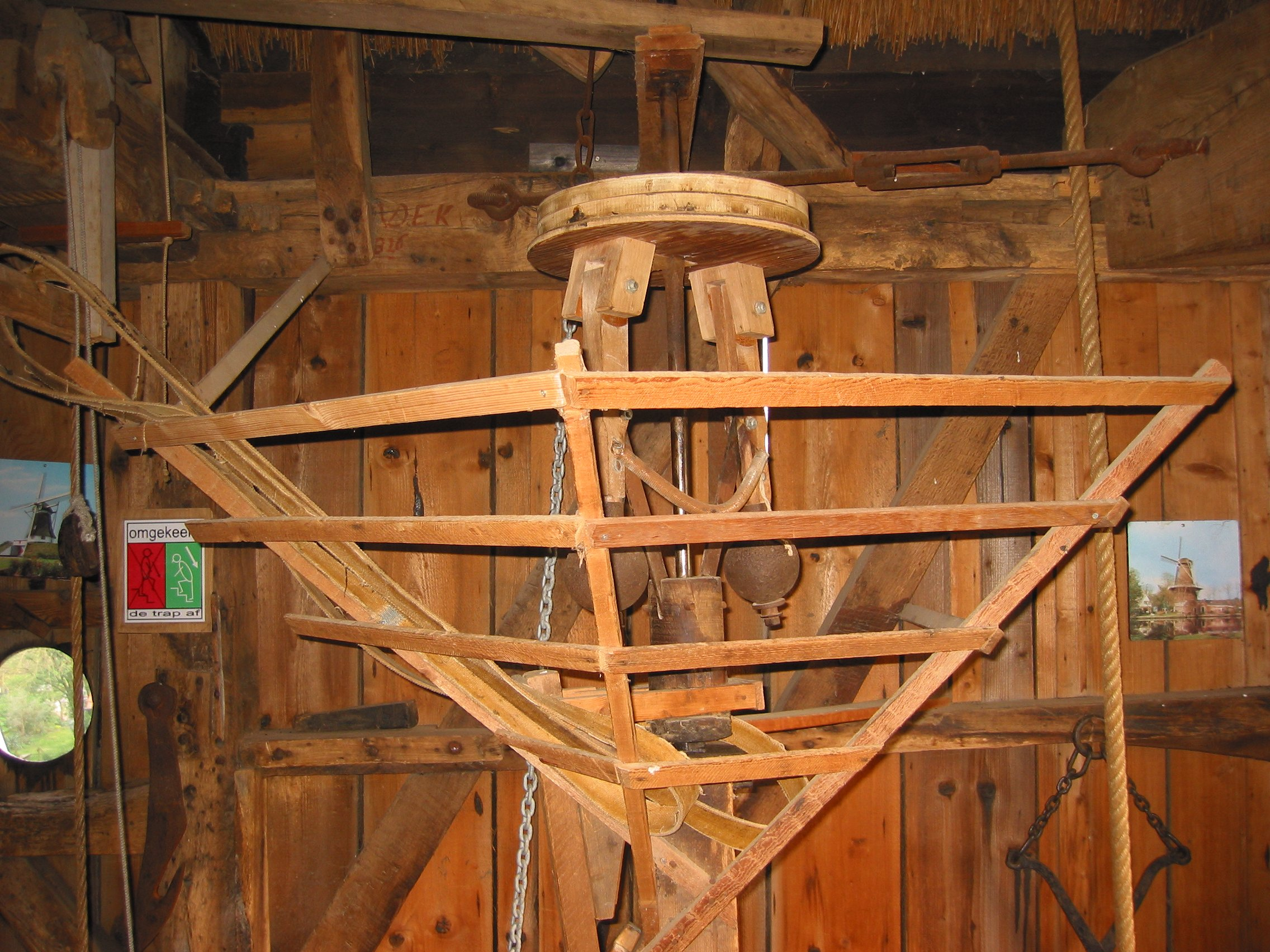
Detail regulateur voor het verstellen van de maalstenen
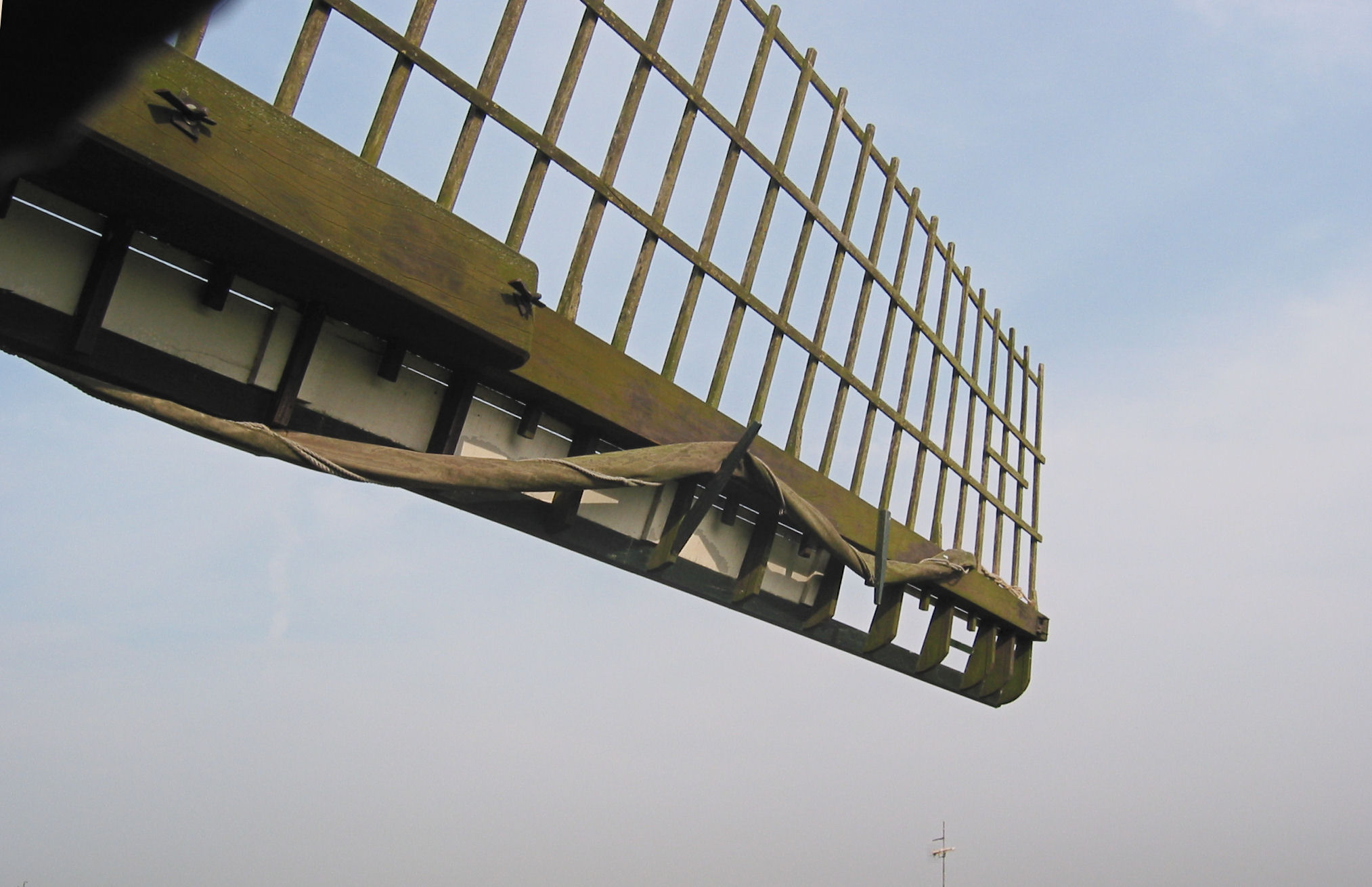
Wiek met oplanger
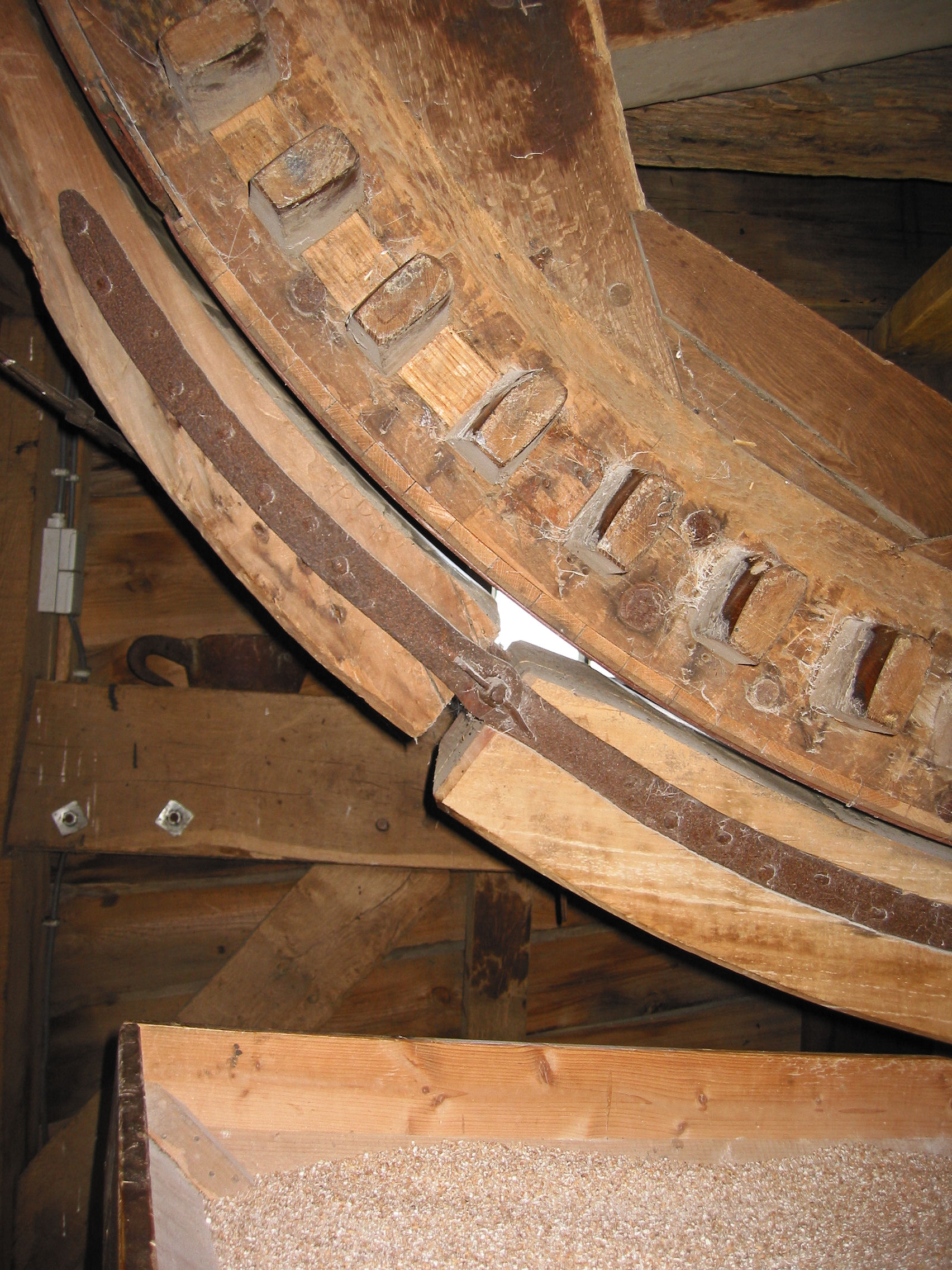
Gedeelte vang met scharnierende maanijzers
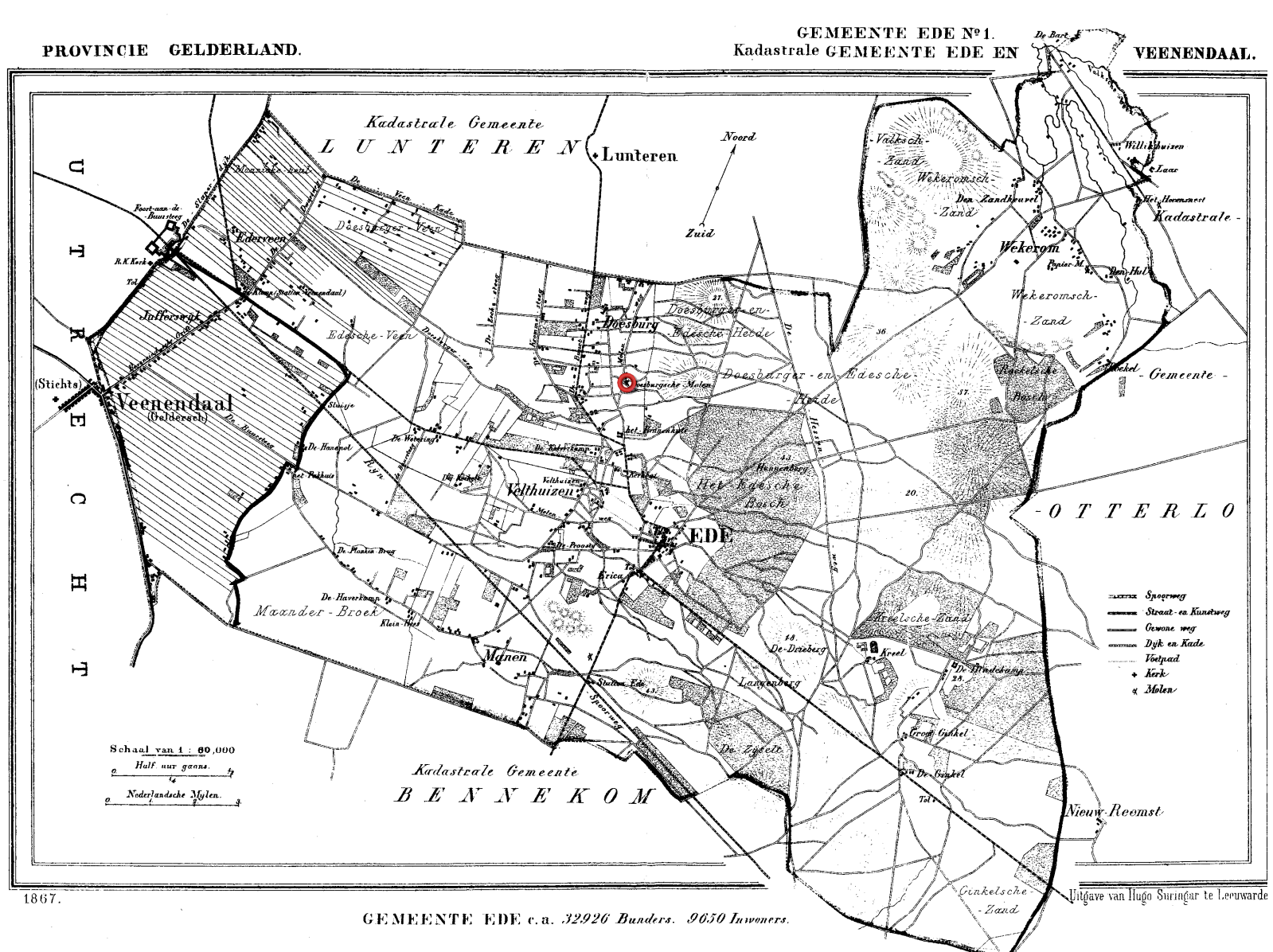
Doesburger Molen op kaart van 1867
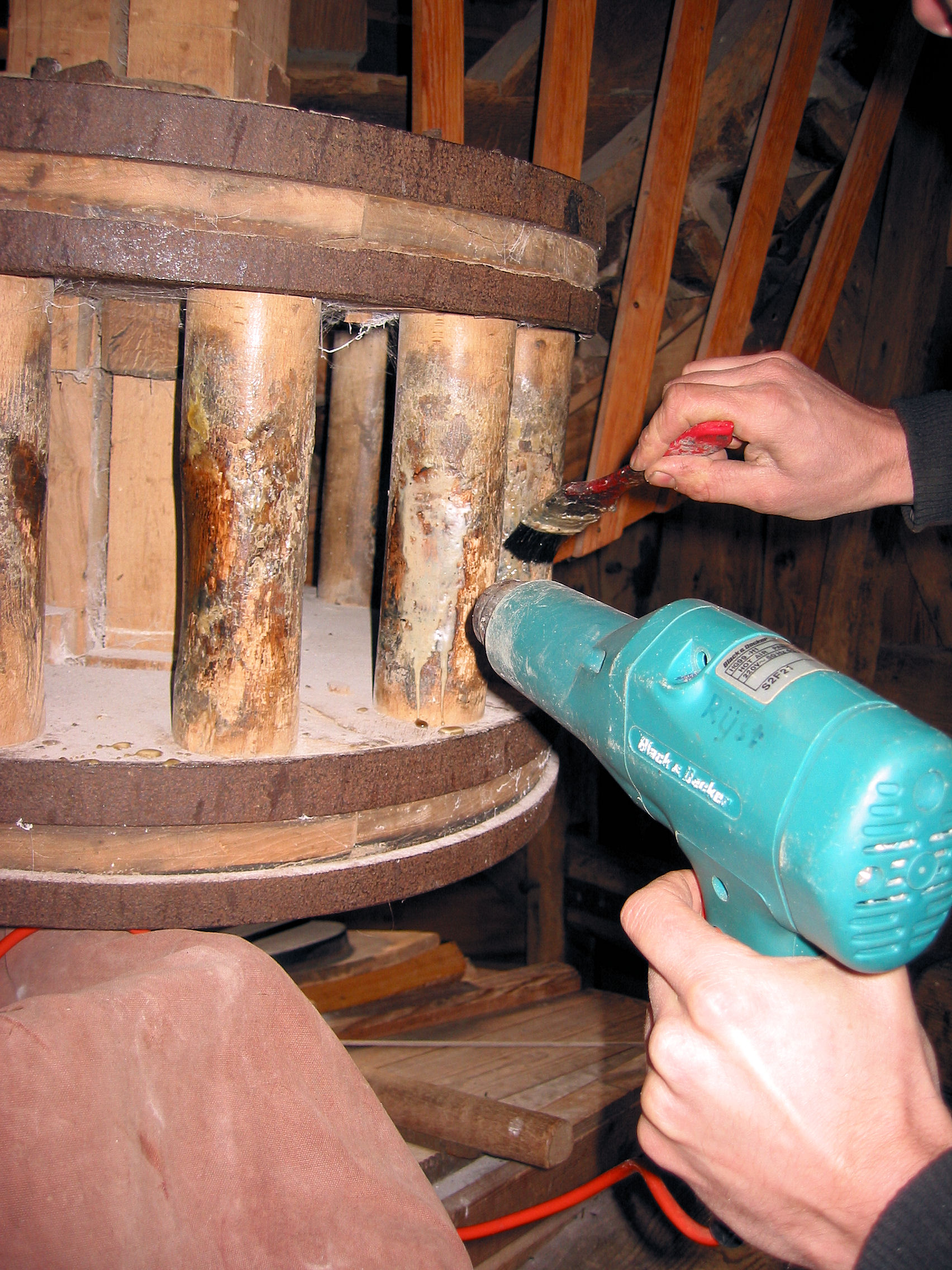
Met bijenwas insmeren (wassen) van de staven
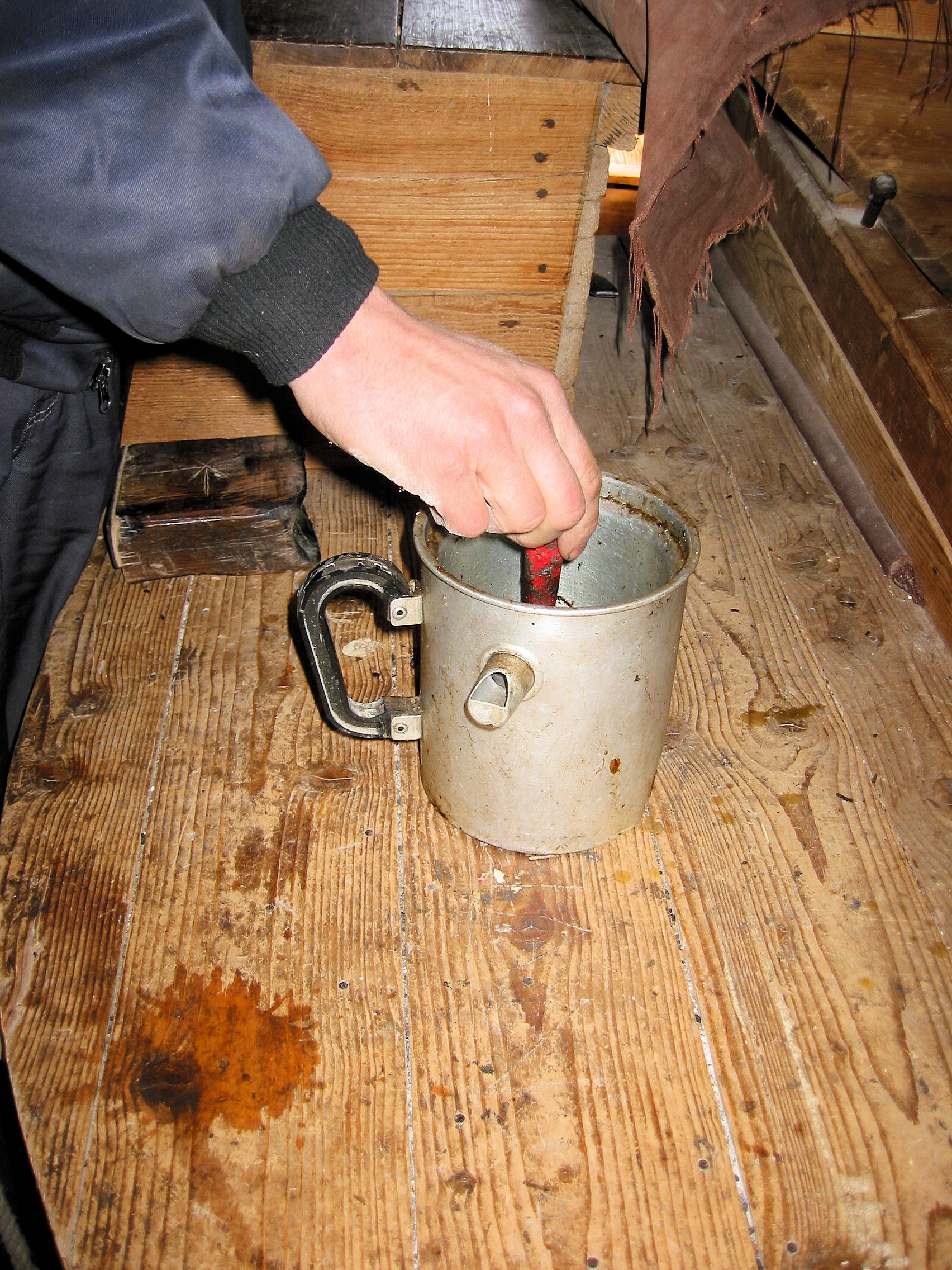
Bijenwas verwarmen in een dubbelwandige melkkoker